# Finale Ligure
Finale Ligure ( Finâ in ligure, Finô [fiˈnɒ] nella varietà locale, anticamente detto "Finaro" dal latino Finarium) è un comune italiano di 10 976 abitanti della provincia di Savona in Liguria, situato in un comprensorio di circa 35 000 residenti. È il quinto comune della provincia per numero di abitanti.
L'antico nucleo medievale di Finalborgo era la capitale del Marchesato di Finale, antico Stato italiano preunitario dal 1162 al 1797; lo stesso borgo fa parte del circuito dei borghi più belli d'Italia.
Gli abitanti possono essere chiamati sia "finarini" sia "finalesi"; l'aggettivo "finalese" è entrato maggiormente in uso dopo l'unificazione d'Italia, ma la variante antiquata "finarino" è tuttora usata.

## Geografia fisica

### Territorio

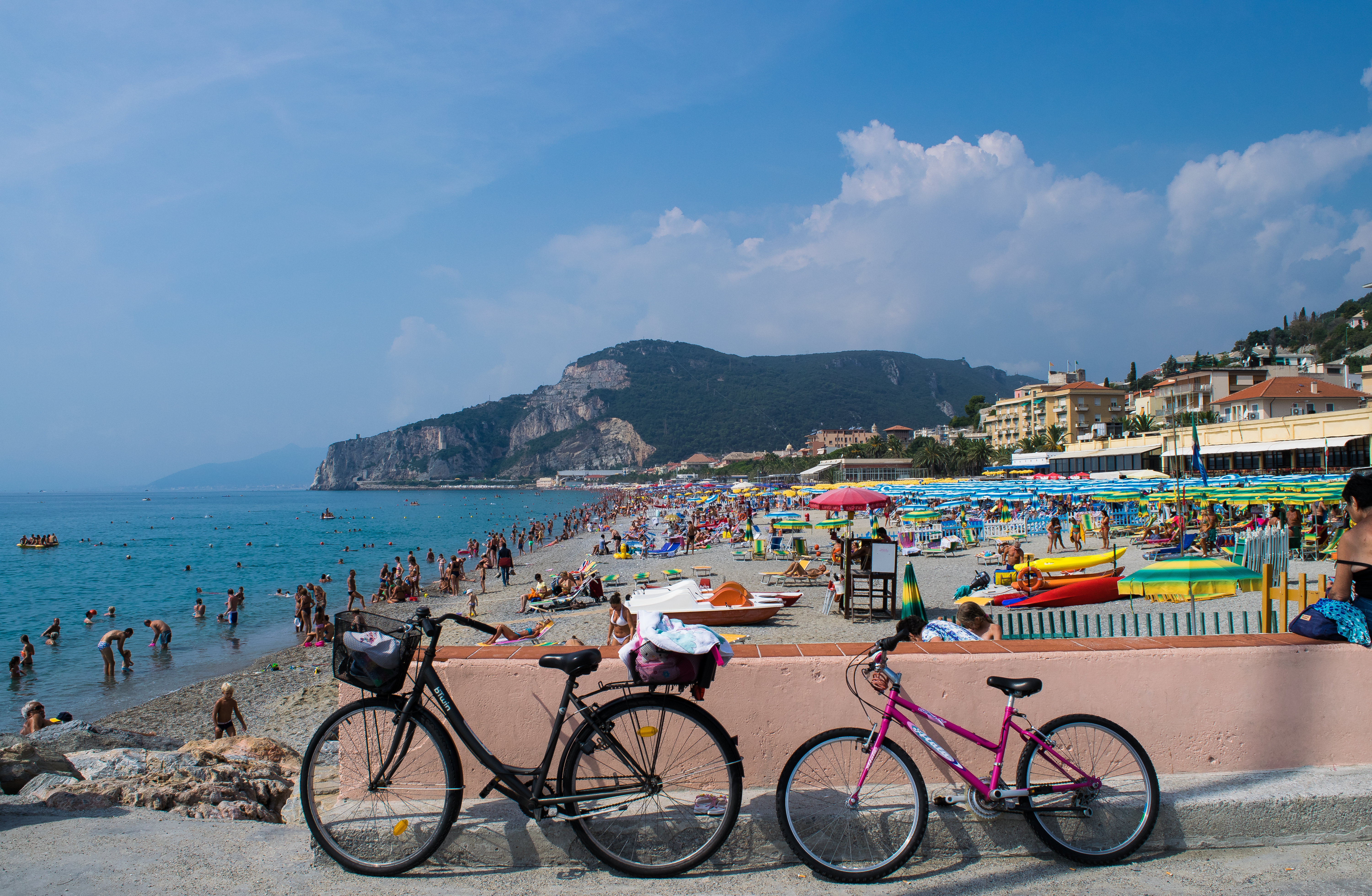
Veduta dal molo di Finalpia

Il comune è situato sulla Riviera Ligure di Ponente fra i promontori di Caprazoppa, a ovest, e di Capo Noli a est.
L'abitato è attraversato da tre torrenti: il Pora, lo Sciusa e l'Aquila.
La struttura urbanistica di Finale Ligure si articola in tre nuclei principali, fino al 1927 comuni distinti: Finalmarina (o Finale Marina), la zona di più recente urbanizzazione grazie al turismo, i cui abitanti sono chiamati gnabbri in dialetto finalese, Finalpia (o Finale Pia), sita sulla costa che conserva la struttura originaria della città e Finalborgo (o Finale Borgo, il capoluogo dello storico Marchesato del Finale circondato dalle antiche mura quattrocentesche e sovrastato dai castelli Govone e San Giovanni).
Finale Ligure è il centro principale del comprensorio omonimo, il Finalese, anche detto "il Finale", che si estende da Spotorno a Finale Ligure, entroterra compreso.

### Clima

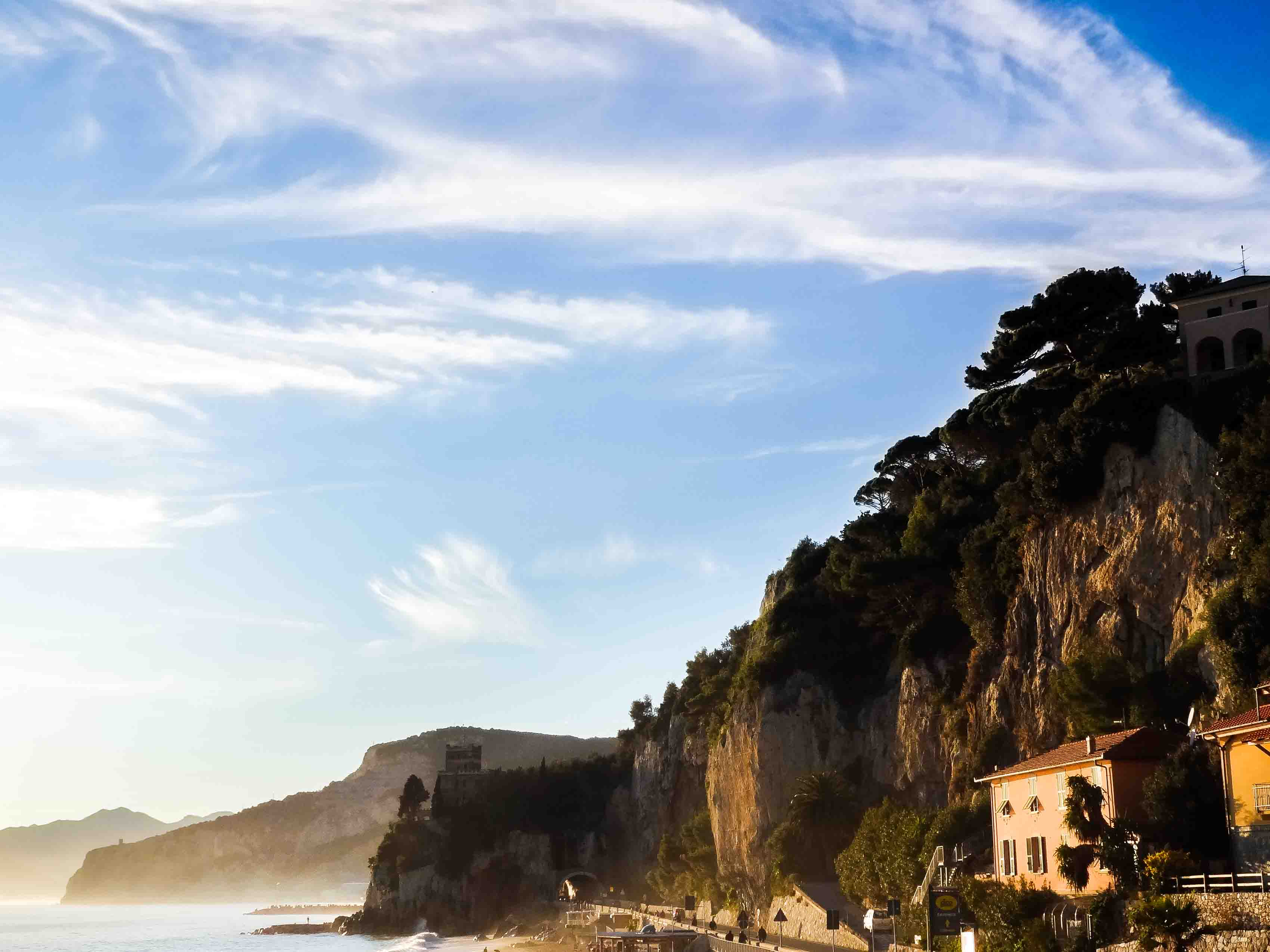
Il Castelletto a San Donato di Finalpia

Il clima di Finale Ligure è di tipo mesomediterraneo, con ombrotipo subumido. Il crinale montuoso che si sviluppa tra il monte Settepani e il Pian dei Corsi, mantenendosi ad altitudini quasi sempre comprese tra i 1000 e i 1400 m, costituisce un'importante barriera climatica, impedendo l'influenza diretta sul clima costiero delle masse d'aria fredda che, in inverno, stazionano sulla Pianura Padana e sul versante settentrionale delle Prealpi Liguri; inoltre, i venti settentrionali, nella loro discesa verso la costa, si riscaldano per effetto della compressione adiabatica.
Ne consegue che le località litoranee facenti parte del Comune di Finale Ligure abbiano un microclima caratterizzato da inverni miti, con temperature medie giornaliere che, nel trimestre dicembre-febbraio si attestano attorno ai +9/+10 °C. Anche le gelate risultano assai sporadiche (la media è appena superiore a 1 giorno/anno), così come le nevicate che sono molto rare (1 o 2 giorni di neve a decennio, contro i circa 2 giorni/anno della zona di Savona).
Le parti collinari (Perti, Gorra, Olle, Monticello, Le Mànie) e quelle di fondovalle (Finalborgo, Calvisio) sono leggermente più fredde di quelle costiere (Finalmarina, Finalpia, Varigotti), rispettivamente per l'effetto dell'altitudine (comunque modesta) e dell'inversione termica; tuttavia, anche queste località sono contraddistinte da microclimi complessivamente molto miti in inverno. Le estati a Finale Ligure sono calde (valori medi di luglio e agosto lungo la fascia litoranea attorno ai +24/+25 °C), ma ventilate e meno umide che in altre zone del litorale ligure.
Le precipitazioni sono moderate, attestandosi attorno a valori medi di circa 800 mm/anno e hanno distribuzione prevalentemente autunnale (ottobre-novembre) con un secondo massimo precipitativo nella prima parte della primavera (marzo-aprile). La loro distribuzione è irregolare, infatti i giorni di pioggia sono meno di 60/anno e ciò può portare sia a periodi siccitosi di discreta durata, sia a fenomeni precipitativi molto intensi, con carattere talvolta di nubifragio (si tratta di una caratteristica tipica di quasi tutta la Liguria).

## Storia

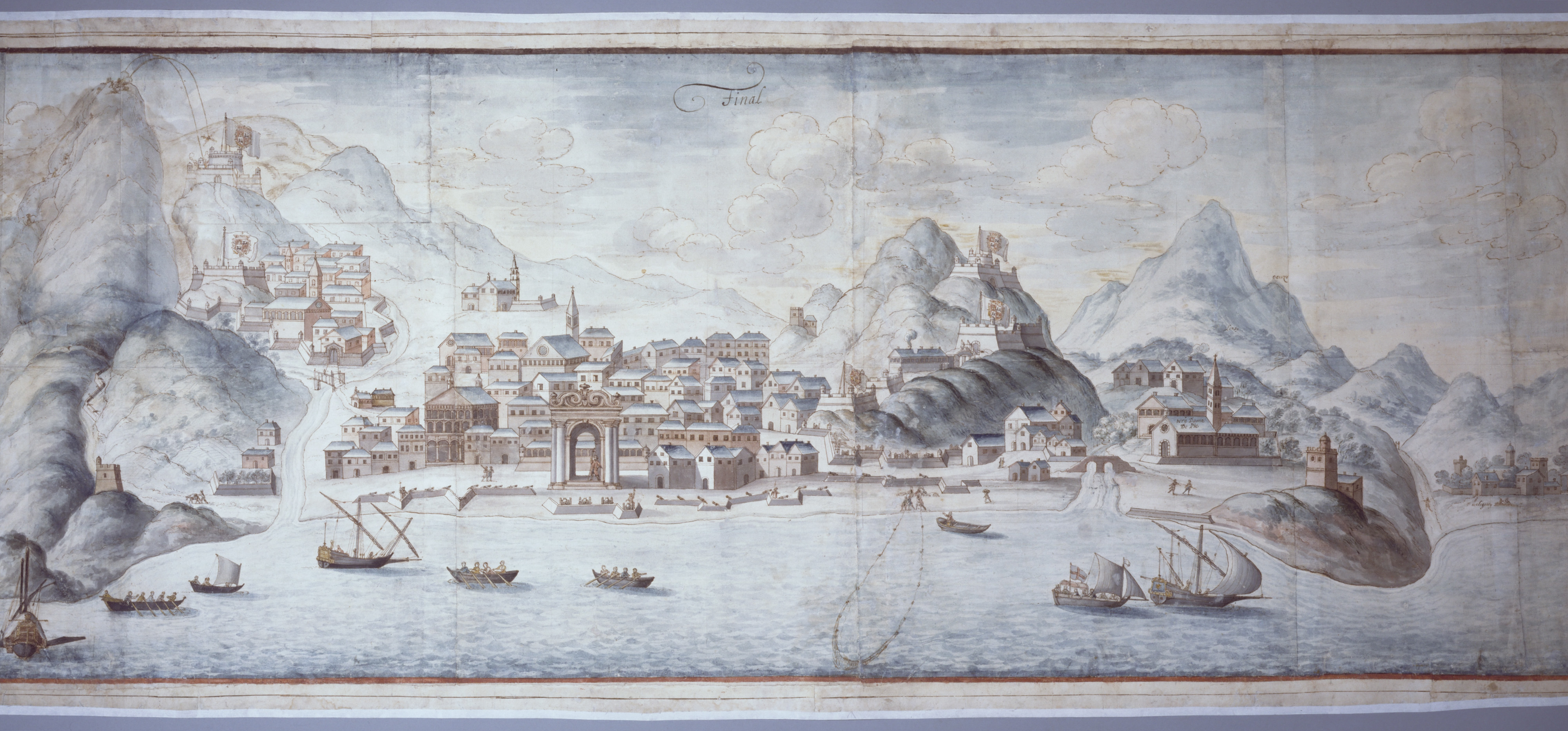
Territorio del Finale nella seconda metà del XVII secolo (si osservi un ipotetico bombardamento del Castel Gavone)

I numerosi ritrovamenti archeologici, rinvenuti nelle caverne e grotte del territorio del Finale, hanno permesso agli storici di datare i primi insediamenti umani già al Paleolitico. Tra i siti preistorici più importanti vi è la cavità delle Arene Candide, in cui è stata rinvenuta la "sepoltura del Giovane Principe", considerata dagli storici una delle tombe paleolitiche più antiche d'Europa. Reperti databili, invece, al paleolitico superiore e medio sono stati rinvenuti nella Grotta delle Fate (o Caverna delle Fate), una bella struttura a sviluppo sub-orizzontale, sita nell'Arma delle Manie, attualmente interdetta alle visite. Ancora, poi, nelle Arene Candide è stato scoperto un primitivo cimitero con ben quindici individui. Attualmente tali reperti, ai quali vanno aggiunti ritrovamenti di manufatti e utensili, sono in mostra presso il museo civico, sito all'interno del complesso conventuale di Santa Caterina a Finalborgo.
Il territorio del Finale è altresì ricco di testimonianze architettoniche preromane, romane, paleocristiane e bizantine. Durante l'epoca romana, il territorio di Finale Ligure segnava il confine tra le popolazioni dei Liguri Sabazi e dei Liguri Ingauni, le antiche tribù presenti nel ponente ligure già in epoca preistorica. La più antica testimonianza cristiana in Liguria fu scoperta a Perti. Anche dopo le invasioni barbariche il finalese rimase sotto controllo bizantino fino alla conquista da parte di Rotari nel 641. La presenza bizantina è stata documentata dagli scavi archeologici a Varigotti e nel castrum di Sant'Antonino.
La prima testimonianza scritta del territorio finalese risale al 967, quando l'imperatore Ottone I in un diploma donò ad Aleramo del Monferrato molte terre, fra cui il castello di Orco, sopra Finale. Il Finale fu ereditato dal discendente di Aleramo, Enrico del Vasto, che ne ottenne l'investitura da Federico Barbarossa nel 1162, assieme alle altre terre della Marca di Savona.
La famiglia marchionale dei Del Carretto, discendente da Enrico, qui costituì il potente Marchesato del Finale, annettendosi altri feudi minori, ma si scontrò, soprattutto per ragioni commerciali, con la Repubblica di Genova, proprietaria della quasi totalità dei porti della Liguria. Genova impose ai Del Carretto le convenzioni commerciali del 1290 e del 1340. Nel 1385 la repubblica acquisì il dominio di metà del feudo, con sentenza emessa dal doge Antoniotto Adorno, mai riconosciuta dall'imperatore.
Poco dopo, però, Galeotto I Del Carretto e suo fratello Giovanni respinsero il controllo genovese dopo aver ottenuto la protezione dei Visconti prima e degli Sforza poi. Tra il 1447 e il 1448 Genova invase il marchesato e distrusse Finalborgo e Castel Govone: eventi descritti dallo storico Gianmario Filelfo. Due anni dopo, Finale tornò nelle mani della famiglia carrettesca con il determinante aiuto dei francesi, finalmente liberi dall'impegno bellico contro gli inglesi nella lunga guerra dei cento anni e presenti nella Repubblica di Asti.
Nel 1496 Alfonso I Del Carretto ottenne da Massimiliano I la totale investitura del marchesato, confermata al figlio Giovanni II Del Carretto da Carlo V nel 1529. Tra il 1507 e il 1514 Alfonso I fu estromesso dal governo del marchesato dal fratello Carlo Domenico, cardinale, amico sia del papa ligure Giulio II (che l'aveva voluto presso di sé a Roma come alto prelato, nonostante non avesse mai formulato i voti ecclesiastici), sia del re di Francia Luigi XII, con cui era entrato in stretti rapporti perché "oratore" (cioè ambasciatore) pontificio presso la corte francese. Era il periodo di massima estensione del marchesato che, dopo la vittoriosa guerra contro Genova, aveva esteso i suoi domini oltregiogo, in val Bormida, fino a Saliceto e a Paroldo, sulle Alte Langhe: una stagione di ricchi commerci e d'intenso rinnovamento edilizio.

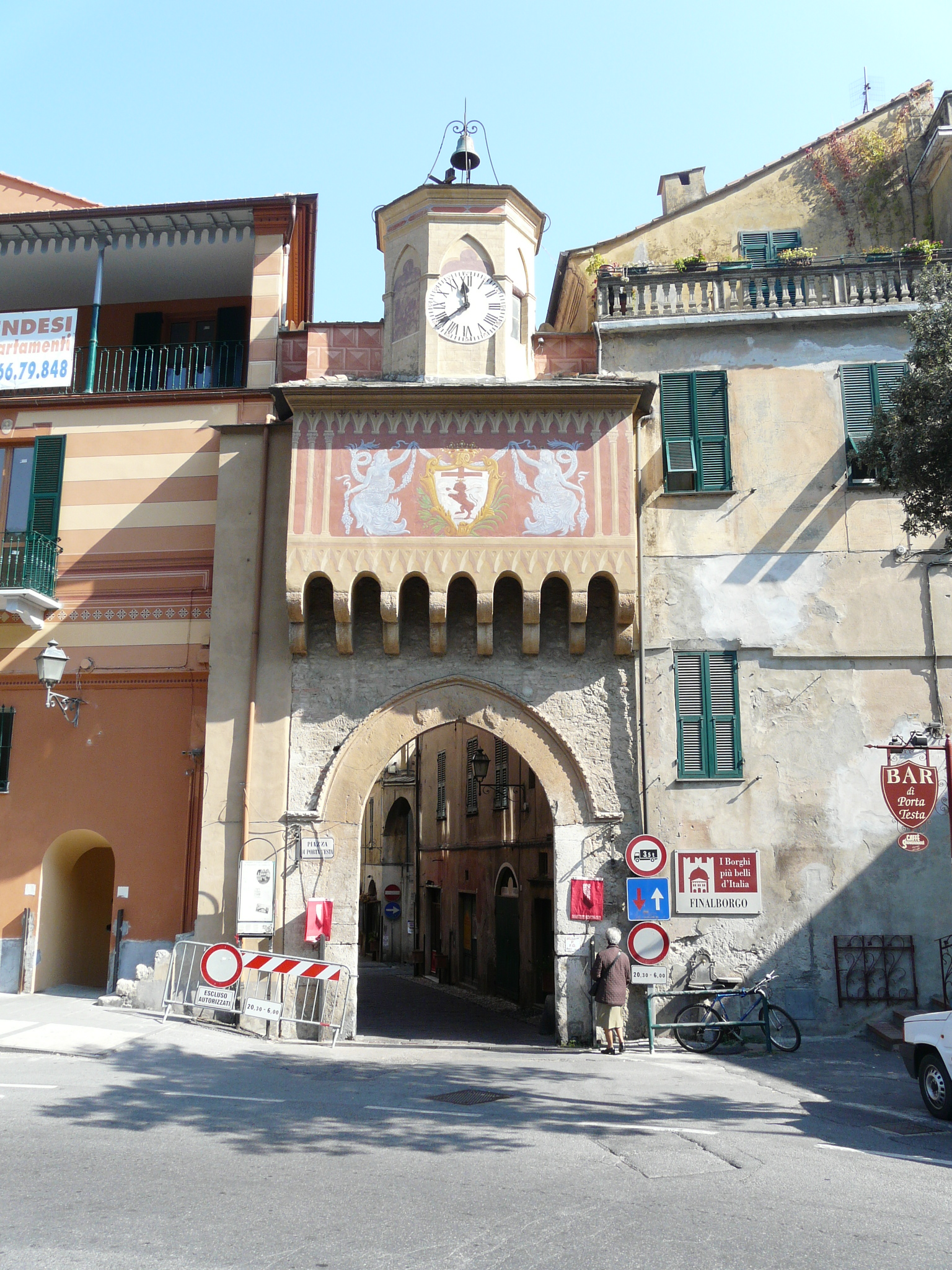
Porta Testa a Finalborgo

Ma fu una stagione di breve durata. Nel 1558, facendo leva sulla ribellione di alcuni finalesi al malgoverno di Alfonso II Del Carretto, Genova invase nuovamente il marchesato.
Seguirono alcuni decenni di turbolenza politica, ma i dettagli riguardano piuttosto la storia del Marchesato di Finale. La Spagna riuscì a impadronirsi del Finale definitivamente nel 1602.
Il Finale, comunque, rimase formalmente un feudo imperiale anche se feudatario ne era direttamente il re di Spagna. Ed era un possedimento importante, in quanto punto terminale e unico porto di accesso, in mano spagnola, di una striscia di territorio imperiale, il Cammino spagnolo, che passando dal milanese alla Valtellina arrivava fino ai Paesi Bassi ed era indispensabile per il trasporto di truppe dirette o provenienti dalla Spagna o dal Regno di Napoli. Il possedimento spagnolo portò inoltre a una nuova rivalutazione del patrimonio culturale e religioso del marchesato, ampliato e rivisto nel XVI secolo già in epoca carrettesca, oltreché una generale ristrutturazione e fortificazione dei castelli e forti del finalese.
La dominazione spagnola perdurò per oltre un secolo e sarà solo nel 1707 che cessò ufficialmente dopo la crisi apertasi nel 1700 alla morte di Carlo II di Spagna. Ben presto le mire espansionistiche della Repubblica di Genova assorbirono anche l'ex marchesato filo spagnolo del Finale, con ufficiale acquisizione dei possedimenti nel 1713. Genova fu quindi la nuova feudataria del marchesato, esercitando il proprio potere tramite un governatore, ma a causa dei passati trascorsi in cui fu nemica (da segnalare la distruzione di Castel Gavone già nel 1715) faticò non poco a "domare" la comunità del Finale, soprattutto nel 1730 e 1734 con lo scoppio di alcune rivolte paesane.
Con la morte di Carlo VI d'Asburgo, nel 1740, il territorio fu nuovamente soggetto ai movimenti bellici, questa volta delle truppe austriache, piemontesi, inglesi, francesi e spagnole impegnate nella guerra di successione austriaca del 1746. Il dominio genovese fu confermato col Trattato di Aquisgrana, nonostante le ambizioni dei Savoia, che si erano impadroniti del marchesato del Finale nel biennio precedente.
Oramai persa l'antica grandezza del marchesato, ne mantenne tuttavia il titolo anche se ininfluente e importante come una qualsiasi cittadina ligure della repubblica. La pagina conclusiva dell'antico Stato fu l'invasione nel 1795 dell'esercito francese di Napoleone Bonaparte impegnato nella Campagna d'Italia. Decaduto il marchesato, soppressa la repubblica genovese e costituita la Repubblica Ligure nel Primo Impero francese dal 1805, anche il Finale seguì le successive vicende storiche del territorio ligure rientrando dal 2 dicembre 1797 nel Dipartimento della Maremola, con capoluogo Pietra. Dal 28 aprile del 1798 con i nuovi ordinamenti francesi, farà parte del I Cantone, come capoluogo, della Giurisdizione delle Arene Candide e dal 1803 centro principale del V Cantone delle Arene Candide nella Giurisdizione di Colombo. Dal 13 giugno 1805 al 1814 venne inserito nel Dipartimento di Montenotte.
Nel 1815 i tre principali territori vennero inglobati nel Regno di Sardegna, così come stabilì il Congresso di Vienna del 1814 anche per gli altri comuni della repubblica ligure, e successivamente nel Regno d'Italia dal 1861. Dal 1859 al 1927 il territorio fu compreso nel IV mandamento di Finalborgo del circondario di Albenga, facente parte della provincia di Genova; nel 1927 passò sotto la neo costituita provincia di Savona.
Nello stesso anno avvenne l'istituzione del comune di Finale Ligure, dalla fusione dei tre preesistenti comuni di Finalborgo, Finale Marina e Finale Pia.
Nel periodo dell'occupazione tedesca e della Repubblica Sociale Italiana, anche Finale Ligure fu colpita dalle persecuzioni antiebraiche con l'arresto il 13 febbraio 1944 di Albertina Reutlinger, un'anziana signora ebrea; morirà ad Auschwitz. Da Finale saranno deportati a Mauthausen anche alcuni operai della Piaggio come ritorsione per la loro partecipazione allo sciopero generale del 1 maggio 1944.
Dal 1973 al 30 aprile 2011 è stata la sede amministrativa della Comunità montana Pollupice, quest'ultima unita alla Comunità montana Ingauna con la Legge Regionale nº 24 del 4 luglio 2008. Dal 30 aprile 2015 al 31 dicembre 2019 ha fatto parte dell'Unione dei comuni del Finalese, di cui ne ospitava la sede amministrativa.

### Simboli
Stemma
(Descrizione araldica dello stemma)
Gonfalone
(Descrizione araldica del gonfalone)
Bandiera
(Descrizione araldica della bandiera)
Lo stemma è stato concesso con il regio decreto del 7 luglio 1927, riprendendo i colori della famiglia Del Carretto.
La somiglianza con la bandiera della Catalogna, regione spagnola con la quale Finale ebbe stretti rapporti commerciali, determinò (probabilmente in tempi recenti) il trasferimento allo stemma carrettesco della leggenda per cui le bande rosse sarebbero la traccia insanguinata delle dita di un eroe ferito al termine di una battaglia contro i mori. Nella sua prima versione questa leggenda si riferisce a Goffredo il Villoso, conte di Barcellona. Nel caso finalese la vicenda dovrebbe essere attribuita a Enrico I Del Carretto e il colore dorato sarebbe quello del turbante del principe di Joppe (Giaffa), da lui vinto in battaglia.
Come quella finalese anche la leggenda catalana sembra essere piuttosto recente. I colori giallo/oro hanno una storia più antica che lega Finale all'Occitania, all'Aquitania e al Regno d'Aragona.

### Onorificenze
Per la sua importanza storica Finale Ligure è stata insignita del titolo di Città con decreto del presidente della Repubblica del 6 novembre 2006.

## Monumenti e luoghi d'interesse

### Architetture religiose

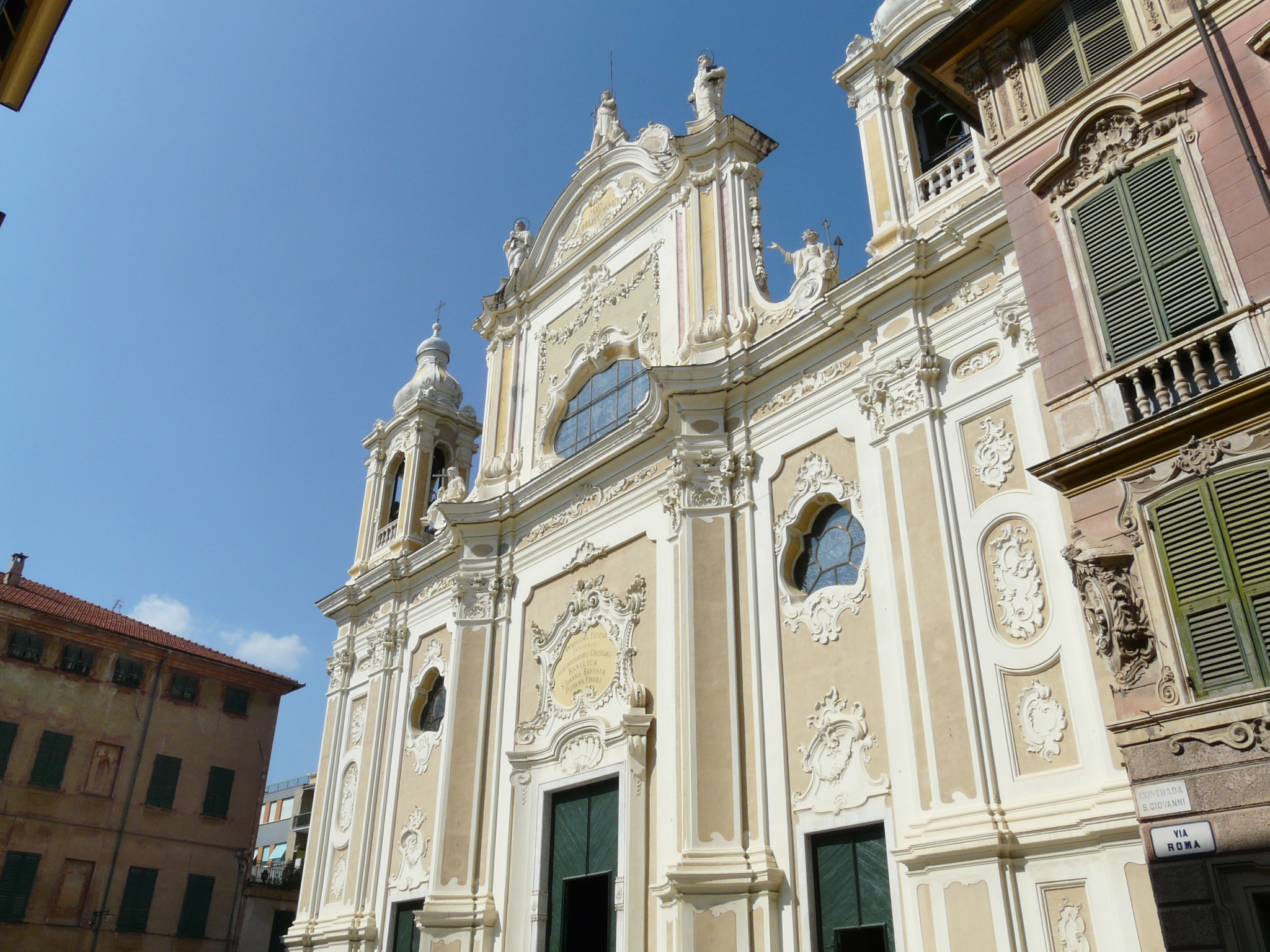
La Collegiata di San Giovanni Battista a Finale Marina

- Basilica collegiata di San Giovanni Battista, imponente parrocchiale che sorge a Finale Marina.
- Basilica collegiata di San Biagio nel borgo medievale di Finalborgo. L'attuale impianto è opera dell'architetto finalese Andrea Storace nel XVII secolo ed è sorta (dopo una rotazione di 90° della pianta) sulla chiesa trecentesca, di cui è sopravvissuta l'abside e il campanile. Vi è custodito il mausoleo dell'ultimo discendente della famiglia carrettesca Giovanni Andrea Sforza Del Carretto.
- Complesso conventuale di Santa Caterina a Finalborgo. Fondato nel 1359 e ricostruito dopo due secoli, con l'aggiunta dei due chiostri rinascimentali, è oggi sede del museo civico. Nell'adiacente chiesa conventuale, ora trasformata in auditorium, sono presenti affreschi del XV secolo.
- Complesso conventuale di San Francesco lungo la strada per Finalborgo. Il suo primo impianto fu edificato nel 1582 e ricostruito nel XVII secolo sui resti di una preesistente pieve medievale, visitabile. È sede dei Padri Cappuccini.
- Abbazia di Santa Maria di Finalpia, edificata nel Cinquecento per i monaci Olivetani.
- Antica chiesa di San Cipriano nella frazione di Calvisio Vecchia. Fu costruita nel XII secolo, tra le più antiche del Finalese, ma successivamente rifatta in stile barocco dal 1704. Secondo alcune fonti originariamente la struttura risultava essere a tre navate. In stile romanico e risalente al Duecento è l'attiguo campanile in pietra del Finale. Oggi la chiesa è abbandonata.
- Oratorio di San Sebastiano, adiacente all'antica chiesa di San Cipriano a Calvisio Vecchia.

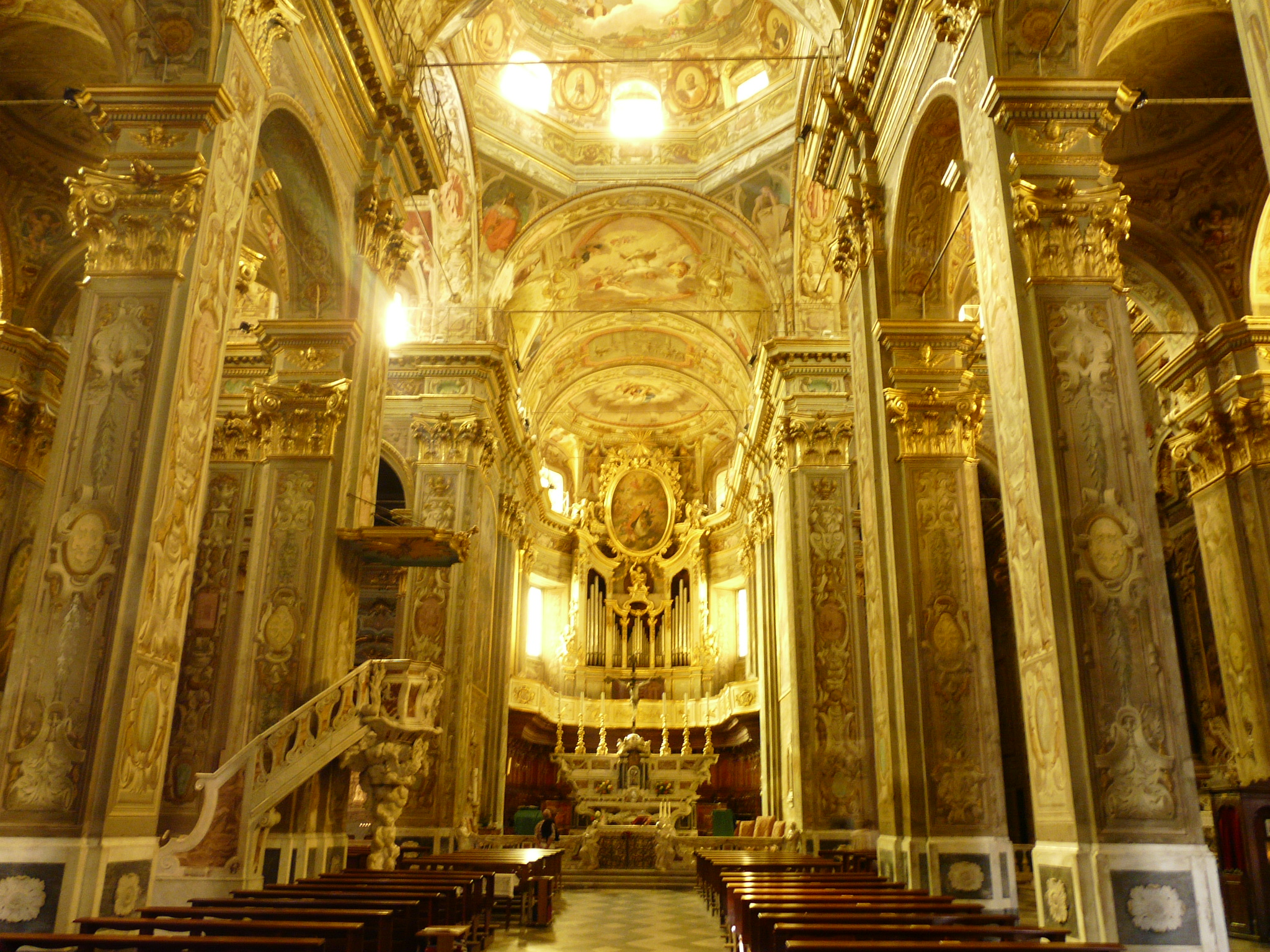
L'interno barocco della basilica collegiata di San Biagio a Finalborgo

- Nuova chiesa parrocchiale di San Cipriano a Calvisio, edificata in stile neogotico tra il 1930 e il 1932.
- Chiesa antica di San Bartolomeo Apostolo nella frazione di Gorra. Presenta un campanile gotico, cuspidato e con tre piani di bifore, del Trecento. L'edificio è in stato di abbandono.
- Chiesa parrocchiale di San Bartolomeo Apostolo nella frazione di Gorra. Il nuovo edificio religioso è stato progettato negli anni cinquanta dall'architetto Giuseppe De Negri su commissione del parroco locale don Giuseppe Morelli. La prima pietra venne posta il 29 settembre del 1957 e quindi aperta al culto religioso dal 1962. La struttura dell'edificio presenta una pianta a croce inclinata; nel campanile sono posizionate otto campane, datate al 1967, e ottenute dalla fusione delle campane della vecchia parrocchiale.
- Cappella di Nostra Signora di Loreto, sita nella località Piazza, presso la frazione di Gorra. Del XVII secolo, localmente è conosciuta con l'intitolazione all'Annunziata.
- Cappella di San Lazzaro, sita in località San Lazzaro, presso la frazione di Gorra. Di antica origine, fu rifatta nel corso del Seicento.
- Cappella di Santa Rosalia, sita nella contrada Bracciale, presso la frazione di Gorra. È datata al 1632.
- Cappella di Nostra Signora della Neve, sita nella contrada Valgelata, presso la frazione di Gorra.
- Chiesa di San Giacomo, nella frazione Le Manie, del XIX secolo (sul luogo di una cappella del 1797, a sua volta ricostruzione di una più antica). Sita sulla strada per la Caverna Arma delle Manie.
- Chiesa parrocchiale di San Dalmazio Martire nella frazione di Monticello. L'attuale chiesa è il frutto di una ricostruzione in epoca moderna a seguito della distruzione, nel 1934, del vecchio edificio di culto; dell'antico impianto medievale rimangono tracce visibile lungo la base dell'attiguo campanile. In questa chiesa si conservano un affresco del XIV secolo raffigurante l'Ultima Cena e un polittico ritraente san Dalmazio, san Biagio e san Giovanni Battista ai lati, la Madonna col Bambino, santa Lucia e santa Caterina al di sopra; l'opera, restaurata, dovrebbe essere databile al Cinquecento.

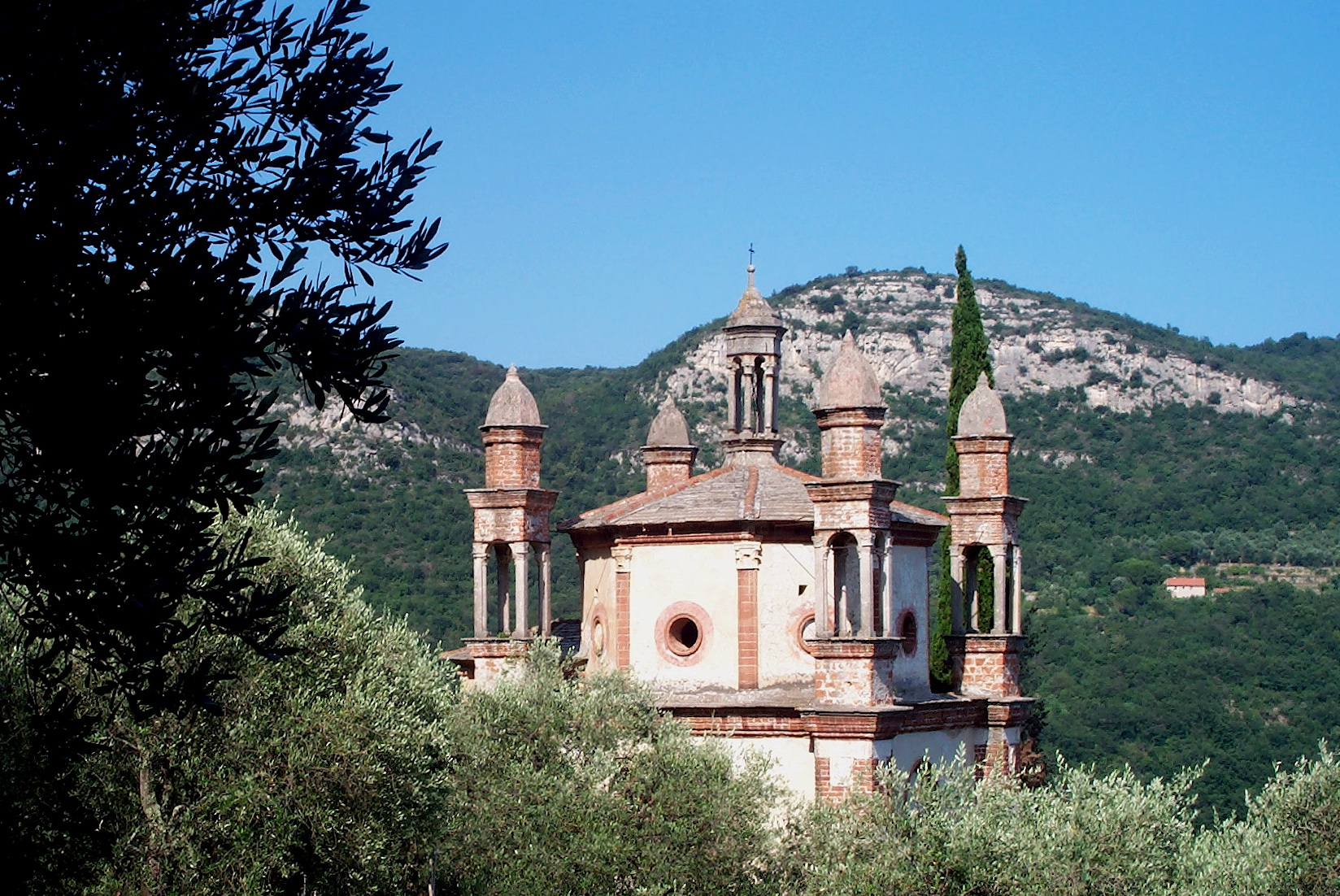
Scorcio della chiesa dei Cinque Campanili nella frazione di Perti.

- Chiesa di San Gennaro nella frazione di Verzi.
- Chiesa parrocchiale di San Giovanni Decollato nella frazione di Olle.
- Chiesa parrocchiale di Sant'Eusebio, nella frazione di Perti, costruita dal 1714, nei pressi e in sostituzione della chiesa antica dell'XI secolo.
- Chiesa di San Sebastiano nella frazione di Perti. Conserva affreschi del 1493, oltre che il portale del XVI secolo.
- Chiesa di Nostra Signora di Loreto o Chiesa dei Cinque Campanili nella frazione di Perti. Costruita circa nel 1492 da Alfonso I Del Carretto e dalla sua sposa.
- Cappella di Sant'Antonino nella frazione di Perti. Costruita nel Medioevo presenta, come la chiesa di Sant'Eusebio, parti in stile romanico. La struttura ha una forma a trapezio con abside semicircolare e volta ad oriente; la cripta è del XII secolo.
- Chiesa parrocchiale di San Lorenzo, presso il borgo marinaro saraceno di Varigotti, di forme barocche con campanile stile tardo gotico.
- Chiesa di San Lorenzo, presso Punta Crena e la Baia dei Saraceni, di origini antichissime, fu la prima parrocchiale di Varigotti fino al 1586.
- Oratorio di Sant'Antonio Abate nel rione di Varigotti.
- Chiesa dei Neri in frazione Finalmarina.

### Architetture civili

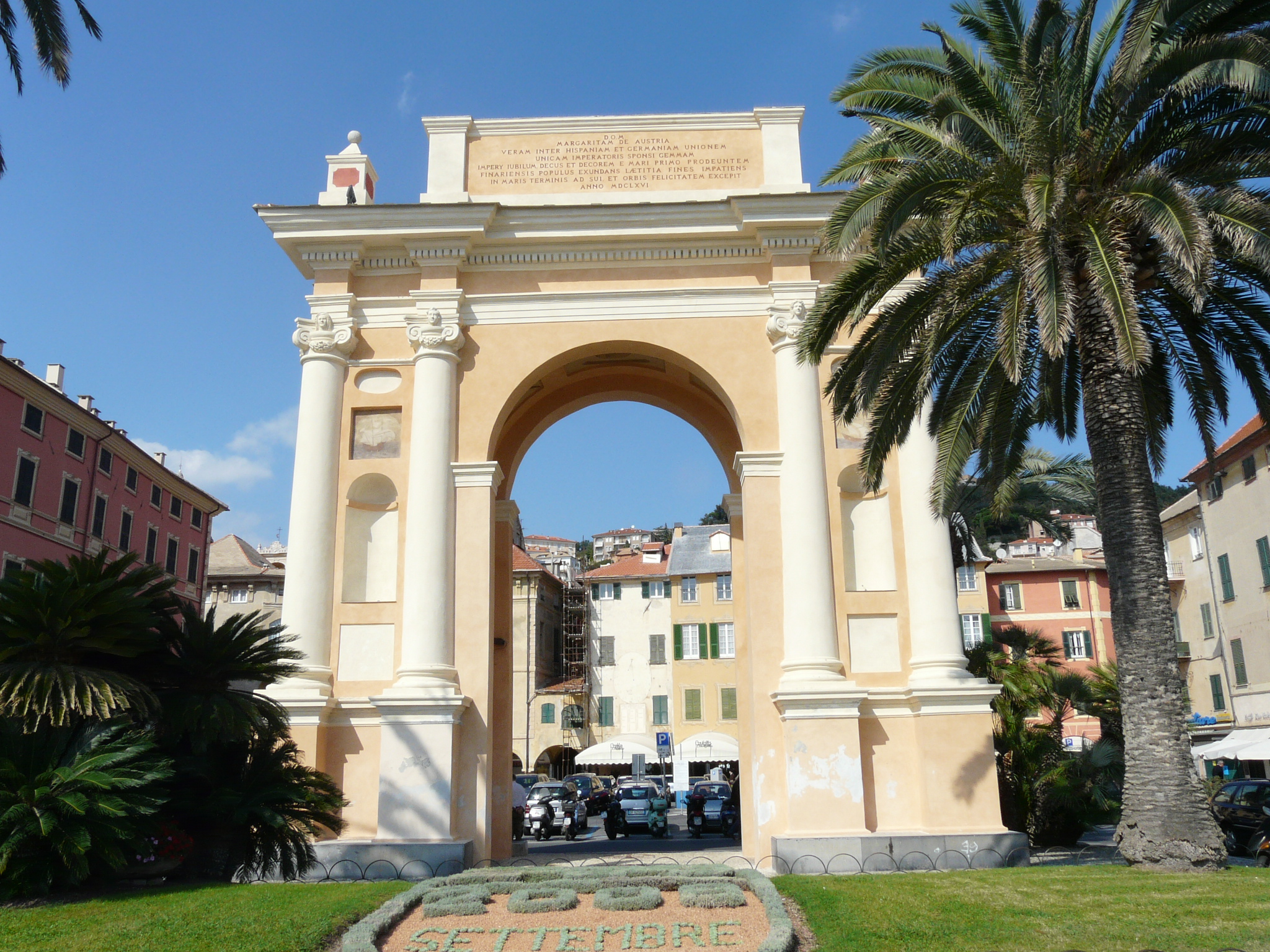
L'arco dedicato a Margherita Teresa di Spagna, figlia di Filippo IV di Spagna.

- Palazzi Ferri e Mendaro, sul lato a monte di piazza Vittorio Emanuele II a Finale Marina, con tipiche facciate del XVII secolo con finestroni sovrapposti in tre ordini, in seguito rimaneggiati.
- Palazzo Buraggi, edificato sul finire del XVI secolo presenta facciate spartite da allungate lesene e capitelli corinzi, questi ultimi in parte spariti dalla signorile facciata. Decorato nel suo interno, lungo lo scalone d'ingresso, da marmorei busti, il palazzo ospitò nel 1702 il sovrano Filippo V di Spagna. Un altro palazzo di proprietà della famiglia, ma posto in via Garibaldi, sempre a Finale Marina, è sede del municipio.
- Palazzo Prasca, del XVIII secolo a Finale Marina, con decorazioni in stucco ed edicola votiva in marmo in facciata.
- Palazzi De Raymondi e Ghiglieri a Finale Marina.
- Castello Vuillermin a Finale Marina. Costruito dall'Avvocato Renato Vuillermin (insieme ad altri sei martiri antifascisti fucilati a Savona, nel forte “Madonna degli Angeli”, il 27 dicembre 1943), simbolo della lotta antifascista[senza fonte].
- Palazzo Cavasola, del XVI secolo a Finalborgo, con tracce di affreschi e decorazioni.
- Palazzo Brunenghi a Finalborgo.

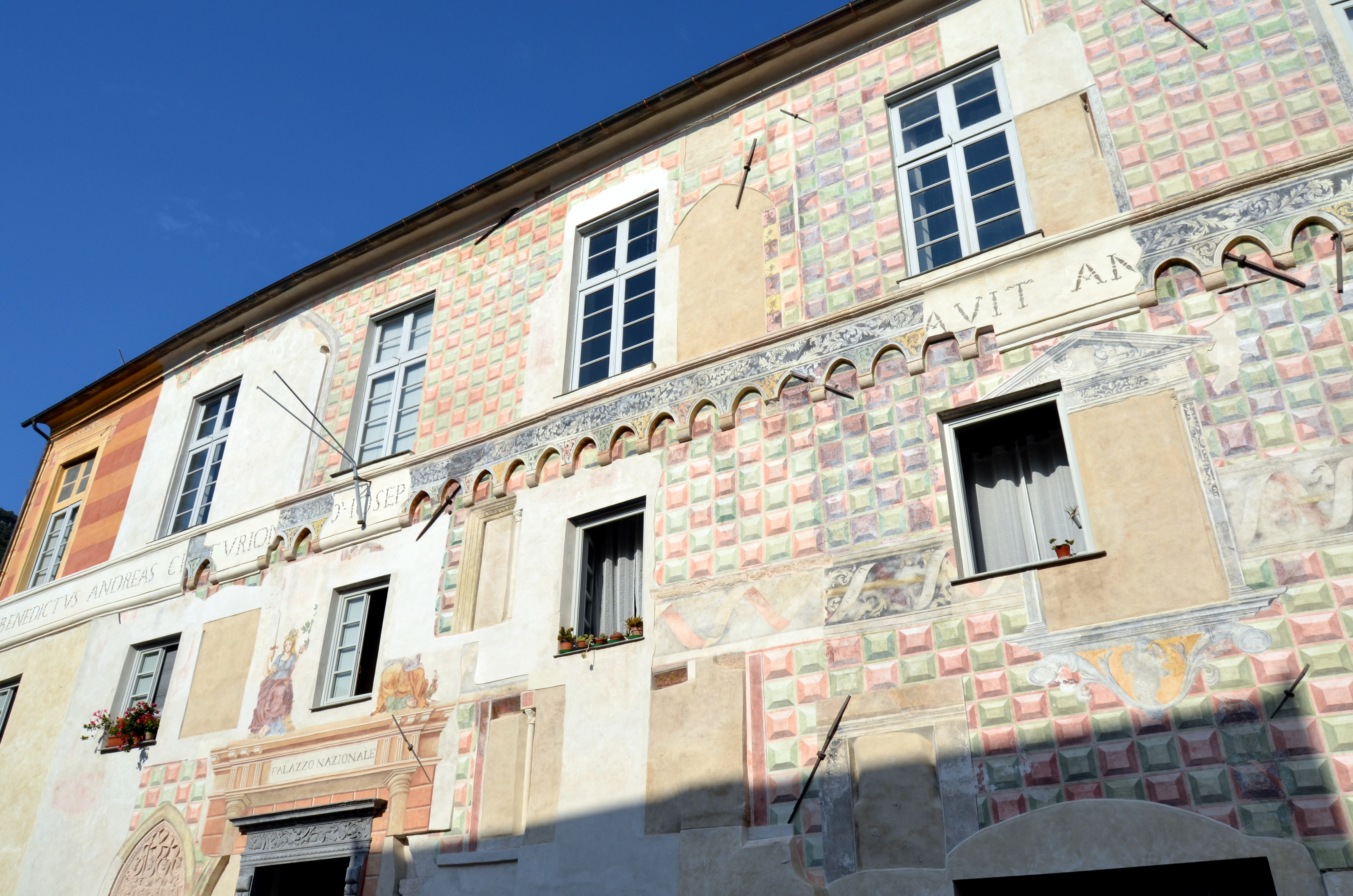
Il palazzo del Tribunale a Finalborgo.

- Palazzo del Tribunale a Finalborgo, già centro giudiziario e amministrativo del Marchesato di Finale. Esistente dal XIV secolo, fu ristrutturato dal marchese Giovanni I Del Carretto nel 1462 che affidò il progetto di recupero della struttura a Giorgio Molinari; quest'ultimo ne modificò sia gli interni che gli esterni con la costruzione di una nuova scala e dall'apertura di bifore intramezzate. Il palazzo fu ancora rivisitato negli spazi interni nel 1781 con l'interessamento del governatore Giovanni Benedetto Centurioni della Repubblica di Genova. All'esterno, nella facciata, completamente restaurata nel 2011 ad opera della sovrintendenza della Liguria, presenta tipiche decorazioni pittoriche del Quattrocento. Attualmente è sede dell'ufficio del Giudice di pace.
- Palazzo Ricci a Finalborgo, ristrutturato nel 1528.
- Villa Buraggi, nella frazione di Calvisio, del XVI secolo. Presenta uno scalone d'accesso a due rampe e numerosi busti marmorei in stile rinascimentale.
- Teatro Aycardi presso Finalborgo. Inaugurato nel 1804 è, ad oggi, il teatro ottocentesco più antico del ponente ligure. Il teatro, ricavato dal preesistente oratorio dei Padri delle Scuole Pie su progetto di Nicolò Barella, aveva una capienza di 250 persone distribuiti in ventiquattro palchi e una piccola platea. Per la rappresentazione all'Aycardi fu appositamente scritta nel 1845 l'opera L'Empirico ed il Masnadiero da artisti liguri della locale Accademia Filarmonica. Ad oggi la struttura è chiusa al pubblico per inagibilità dal 1965 nonostante i recenti lavori conservativi delle coperture e della facciata.
- Teatro Camillo Sivori del 1868. Progettato dall'ingegnere Giorgio Finocchio e fortemente voluto dalla comunità di Finale Marina, alla sua costruzione parteciparono artisti come Antonio Brilla e Luigi Baroni con scenografie di Mario e Giuseppe Moscino e sipario del pittore Giovanni Quinzio. Con tre ordini di palchi e platea, per una capienza totale di 400 persone, fu in seguito dedicato a Camillo Sivori — allievo di Niccolò Paganini — che egli stesso inaugurò con un concerto il teatro. Chiuso al pubblico dal 1956 per inagibilità, la struttura attualmente è interessata ad un sostanzioso intervento restaurativo per una prossima riapertura.
- Torre di Belenda, nella frazione di Calvisio, edificata nel XIV secolo tra gli oliveti.
- Arco a Margherita Teresa di Spagna. Situato presso il lungomare di Finale Marina, l'arco trionfale fu progettato su disegno dell'architetto finalese Sebastiano Bocciardo. Eretto nel 1666 testimonia lo sbarco nel marchesato della figlia di Filippo IV di Spagna, Margherita Teresa, in viaggio verso Vienna dopo aver sposato per procura Leopoldo I d'Austria. L'arco fu voluto dall'allora governatore del Marchesato di Finale Diego Alvarado.
- Arco a Carlo Alberto di Savoia. Sito nella parte orientale di Finale Marina, in prossimità dell'oratorio dei Neri e di Castelfranco, la sua edificazione avvenne nel 1836 a ricordo del passaggio del sovrano del Regno di Sardegna nel Finalese diretto a Nizza e per celebrare l'apertura della nuova galleria sotto il promontorio di Caprazoppa.
- Ponti romani. Presso il borgo di Verzi, nella valle di Pia, si incontra l'antico percorso della Via Julia Augusta percorrente la sovrastante val Ponci. Degli antichi attraversamenti di epoca romana rimangono tutt'oggi cinque ponti, detti: "Ponte delle Fate", molto ben conservato, posto in prossimità delle omonime grotte, "Ponte Sordo" di cui rimane solo la rampa d'accesso, "delle Voze", "dell'Acqua" e "di Magnone", presso la cappella di San Giacomo.

### Architetture militari
- Castrum Perticae. Citato nel diploma imperiale di Federico Barbarossa del 1162, nella quale si ufficializzava l'investitura della Marca di Savona a Enrico I Del Carretto, l'edificio potrebbe essere risalente ad un'epoca anteriore all'invasione dei Longobardi e quindi tra il VI e VII secolo. Lo sviluppo e la crescita della capitale Finalborgo portarono dal XIII secolo ad un lento declino e abbandono.

Finale e il suo marchesato era protetta da tre castelli, ora in parte demoliti:

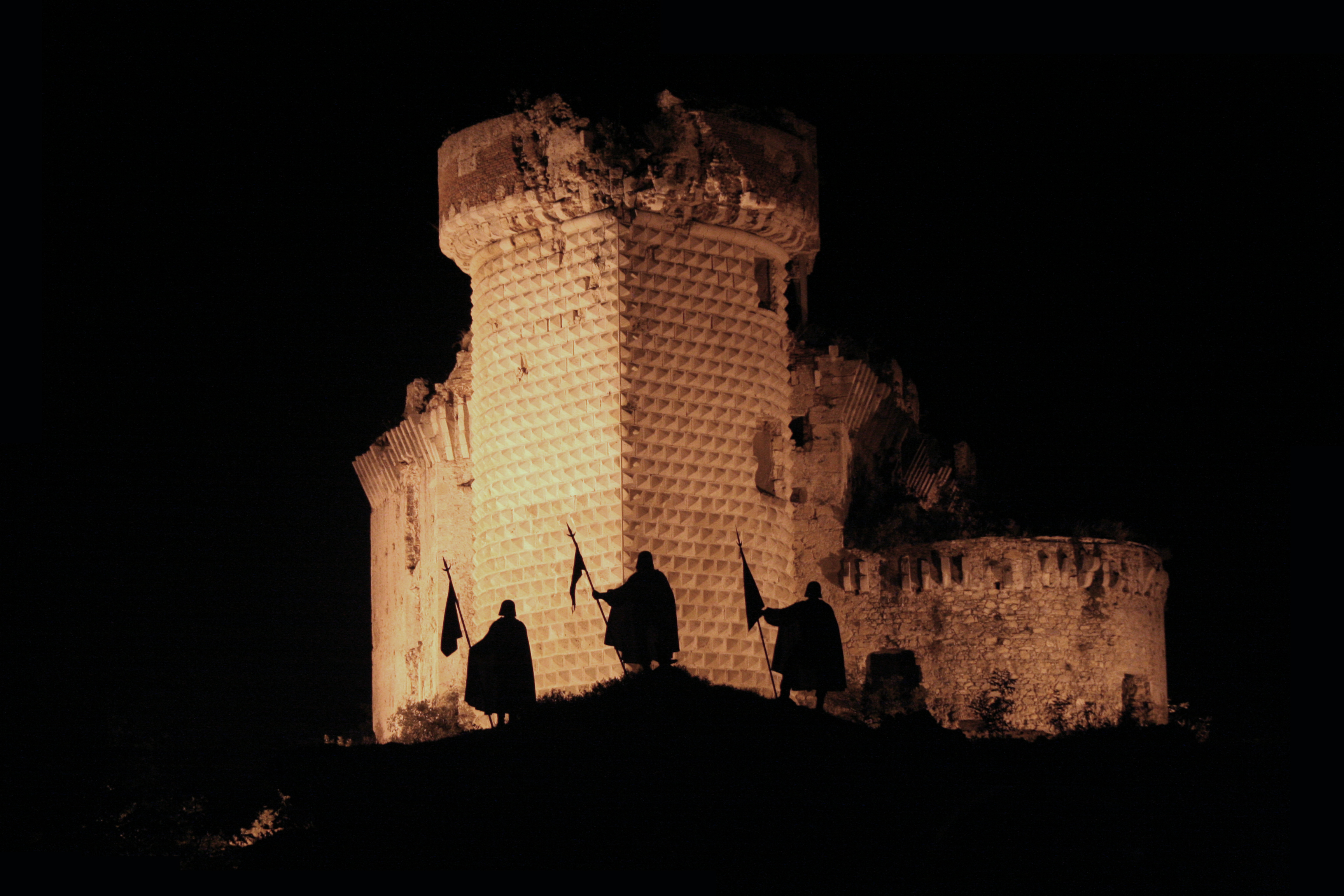
Veduta notturna di Castel Gavone.

- Castel Gavone (o Govone). Era la sede dei marchesi Del Carretto di Finale a partire dal XII secolo. Nonostante la demolizione di buona parte del castello, effettuata nel 1713 dalla Repubblica di Genova, la "Torre dei Diamanti" (forse del 1492), carenata e bugnata, costituisce uno straordinario esempio di architettura signorile ispirata dall'architetto militare Francesco di Giorgio. Un primo imponente lotto di lavori ha permesso di rendere agibile al pubblico il monumento. Un ascensore permette di salire fino alla sommità della torre dove è possibile avere un'ampia vista del Finalese.
- Castel San Giovanni. Tipica fortezza spagnola, costruita nel 1640-1645, domina tuttora Finalborgo.

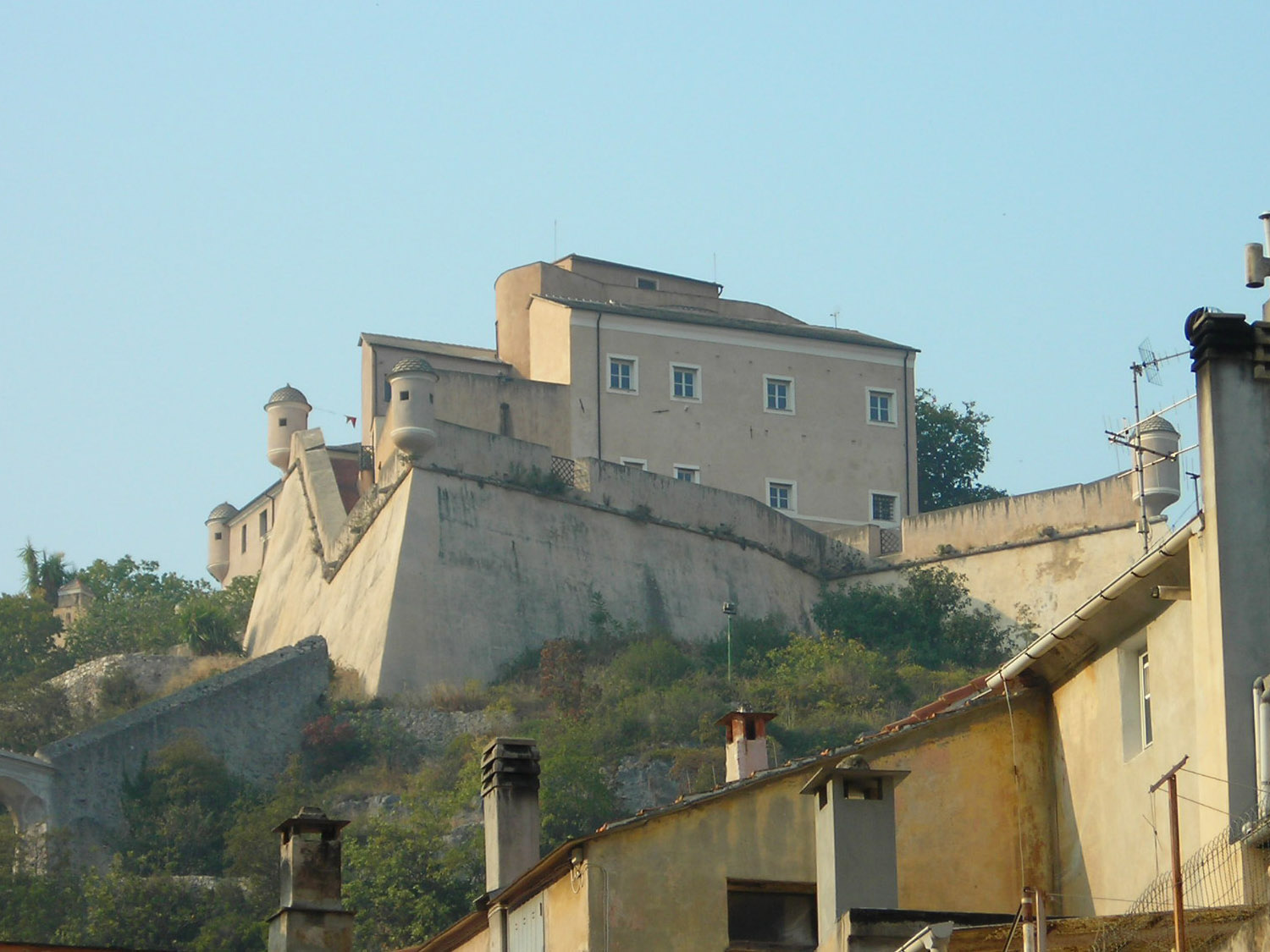
Il forte di Castel San Giovanni

- Castelfranco. Innalzato inizialmente dalla Repubblica di Genova nel 1365 in funzione anticarrettesca, venne modificato e circondato da altre fortezze i cui bastioni arrivavano a lambire la costa di Finale Marina, oggi demolite, dagli spagnoli nel XVII secolo. Il sito è stato nel secondo decennio del XXI secolo interessato da un intervento di recupero e restauro.

### Aree naturali

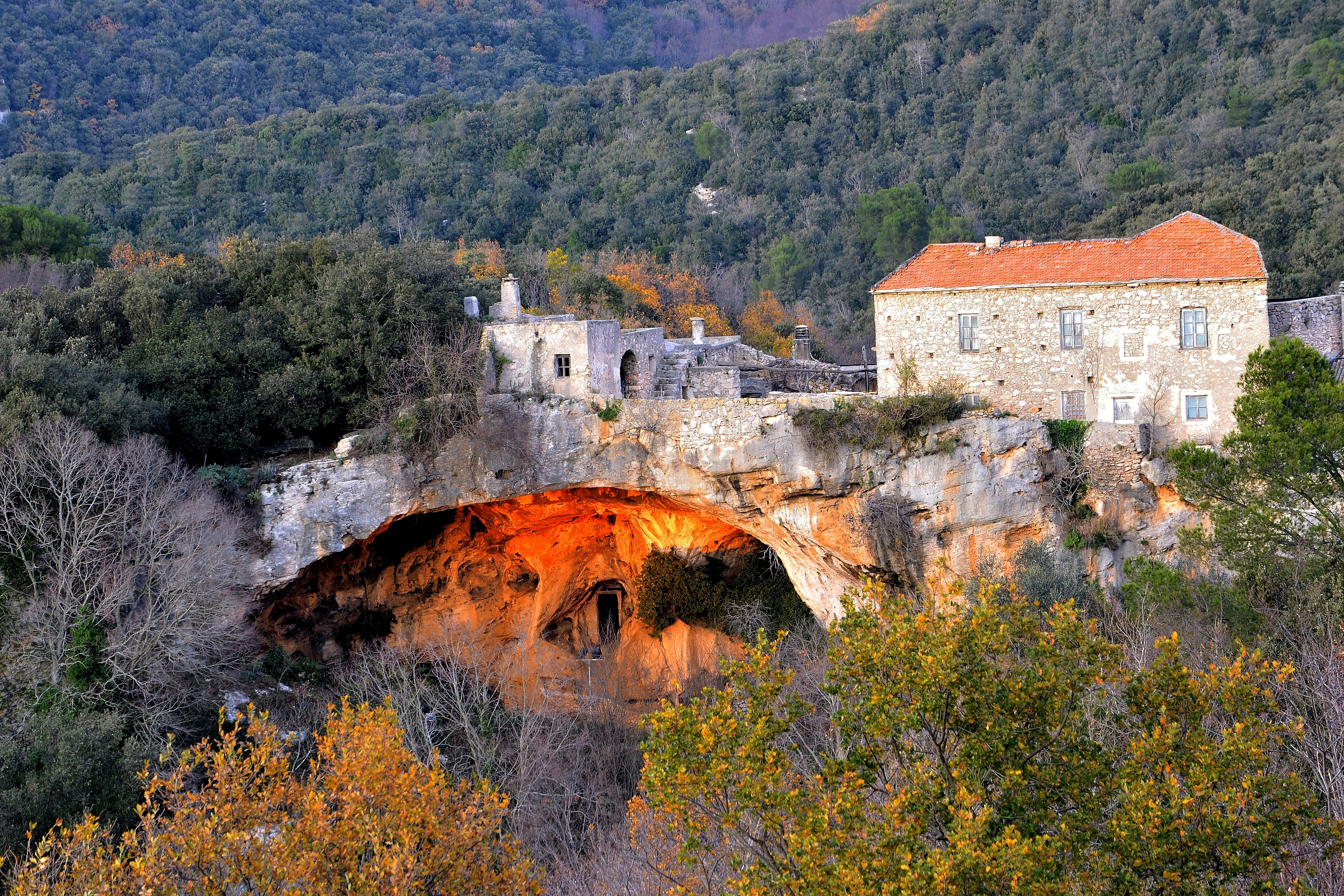
L'Arma delle Mànie, una delle maggiori caverne del Ponente ligure. Sede dell'uomo di Neandertal.

Nel territorio di Finale sono state ritrovate numerose caverne, abitate dall'uomo primitivo, i cui importanti reperti sono oggi collocati nel museo archeologico di Finale.
- Caverna delle Arene Candide. Si trova ad occidente del promontorio della Caprazoppa. Vi sono numerose sepolture, fra cui quella di un ragazzo di sedici o diciassette anni - chiamato il Giovane Principe - risalente al Paleolitico superiore, morto, secondo le ricerche e gli studi effettuati, all'attacco di una belva circa 24 000 anni fa.
- Caverna della Pollera. Una delle più vaste nel comprensorio locale e provinciale, sono stati rinvenuti al suo interno importanti materiali del Neolitico, segno che il territorio del Finalese è stato un centro creativo molto importante. Sono stati inoltre rinvenute forme esclusive di ceramica a bocca quadrilobata.
- Promontorio di Punta Crena a Varigotti. Un uliveto sul mare con vista sulla spiaggetta dei saraceni considerata una delle più belle d'Italia alla quale si accede facilmente solo dal mare. Il promontorio conserva un'antica torre di avvistamento e i resti di un convento.

## Società

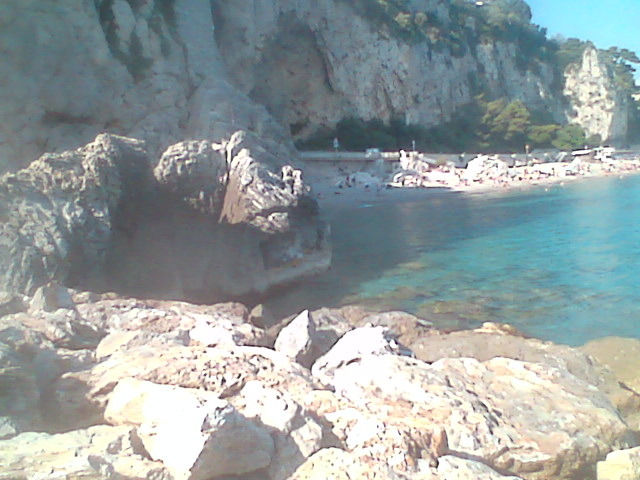
La spiaggia di Final Pia.

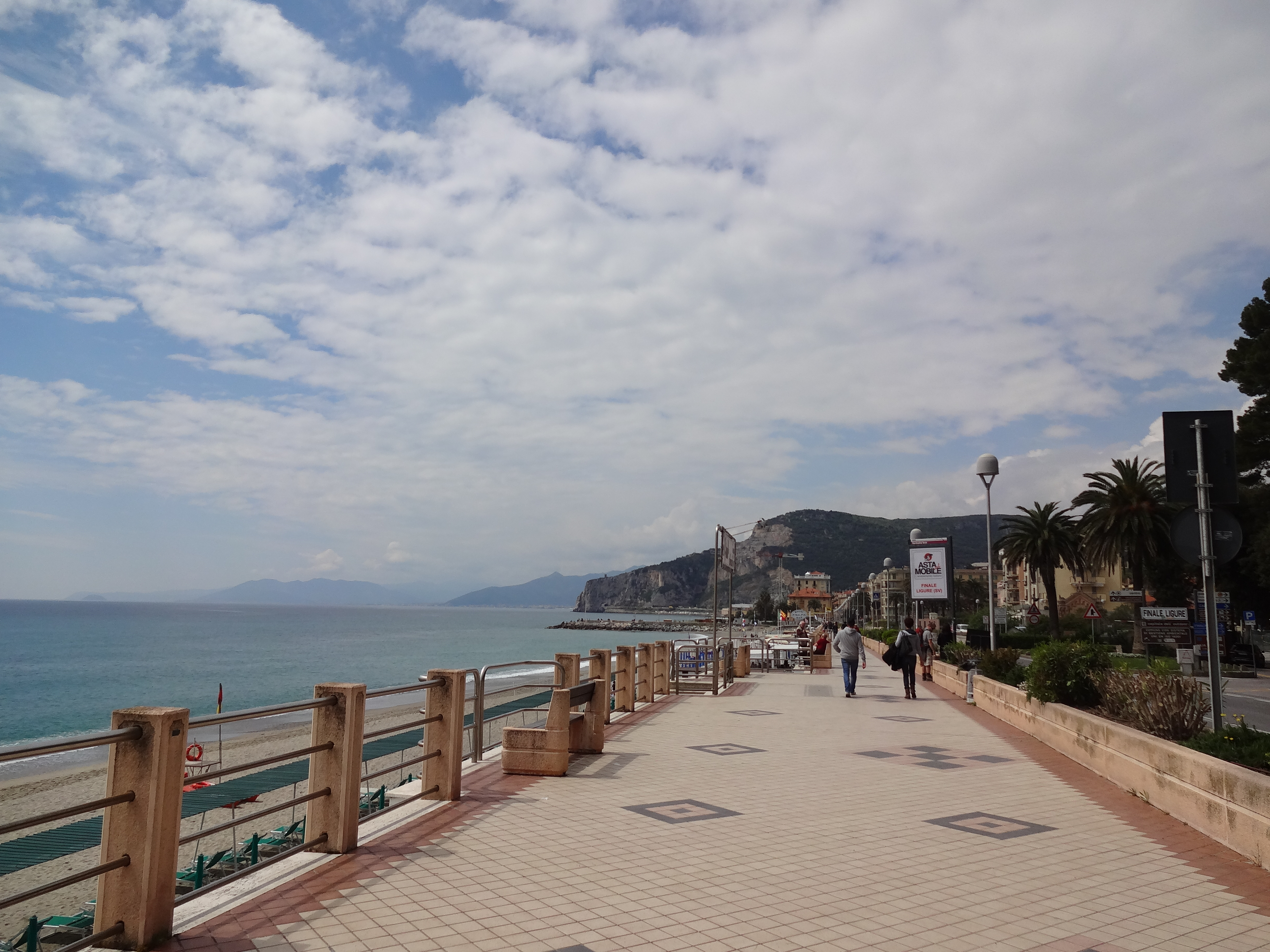
Il lungomare di Finalpia.

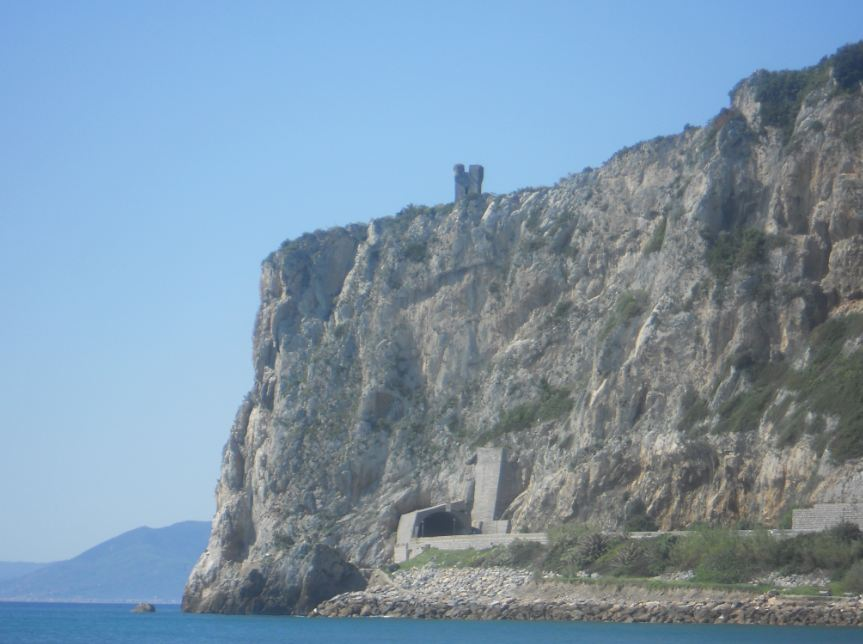
Il promontorio della Caprazoppa con la torre della Colombara.

### Evoluzione demografica
Abitanti censiti

### Etnie e minoranze straniere
Secondo i dati Istat al 31 dicembre 2019, i cittadini stranieri residenti a Finale Ligure sono 843, così suddivisi per nazionalità, elencando per le presenze più significative:
1. Albania, 153
2. Romania, 101
3. Ecuador, 98
4. Paraguay, 73
5. Egitto, 47
6. Marocco, 39
7. Bangladesh, 35
8. Ucraina, 31
9. Cina, 23
10. Germania, 20

### Lingue e dialetti
Nell'area geografica del Finalese è diffuso il dialetto finalese (finarìn), varietà della lingua ligure con proprie caratteristiche peculiari.

### Qualità della vita
La Guida Blu 2011 di Legambiente ha assegnato due vele alla città, l'unità di misura" che l'associazione ambientalista utilizza per valutare l'impegno delle amministrazioni comunali costiere nella tutela del mare, del territorio e nelle politiche di sostenibilità.

## Cultura

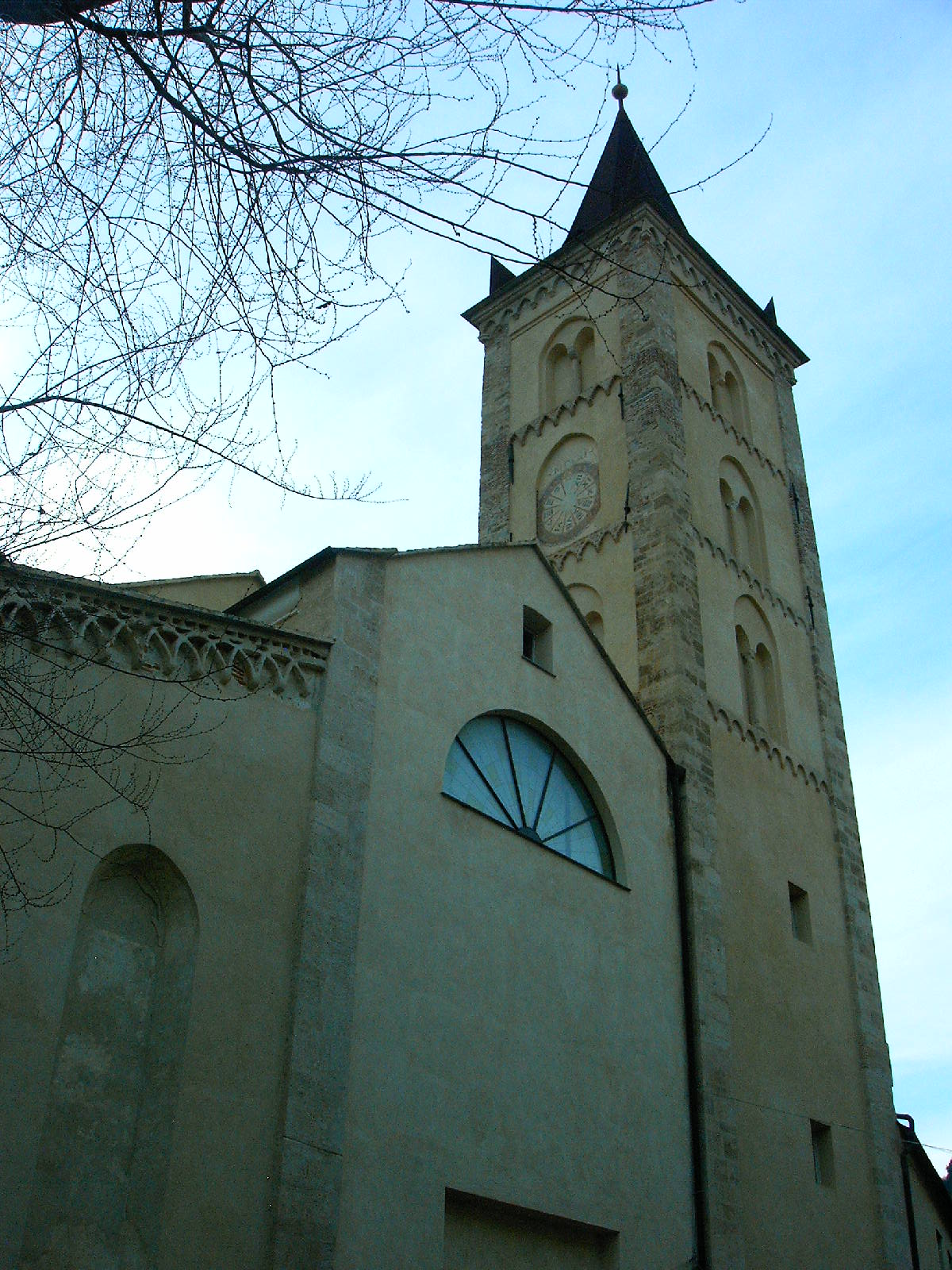
L'ex complesso conventuale di Santa Caterina a Finalborgo.

### Istruzione

#### Biblioteche
- Biblioteca mediateca Finalese presso il complesso conventuale di Santa Caterina di Finalborgo.

#### Scuole
Finale Ligure è sede dei seguenti istituti scolastici statali, inerenti al ciclo scolastico della scuola secondaria di secondo grado:
- Istituto Professionale Statale per i Servizi Alberghieri e Ristorazione "Augusto Migliorini";
- Istituto Professionale Statale dell'Industria e dell'Artigianato "Leonardo da Vinci";
- Liceo Scientifico Statale, Linguistico, Socio-Psicopedagogico e Socio-Economico "Arturo Issel".

#### Musei
- Museo archeologico del Finale[18]. Aperto nel 1931 nel restaurato complesso conventuale di Santa Caterina, a Finalborgo, conserva importanti reperti archeologici preistorici che documentano oltre 350.000 anni di presenza umana in questo territorio del Finale.

### Media

#### Cinema

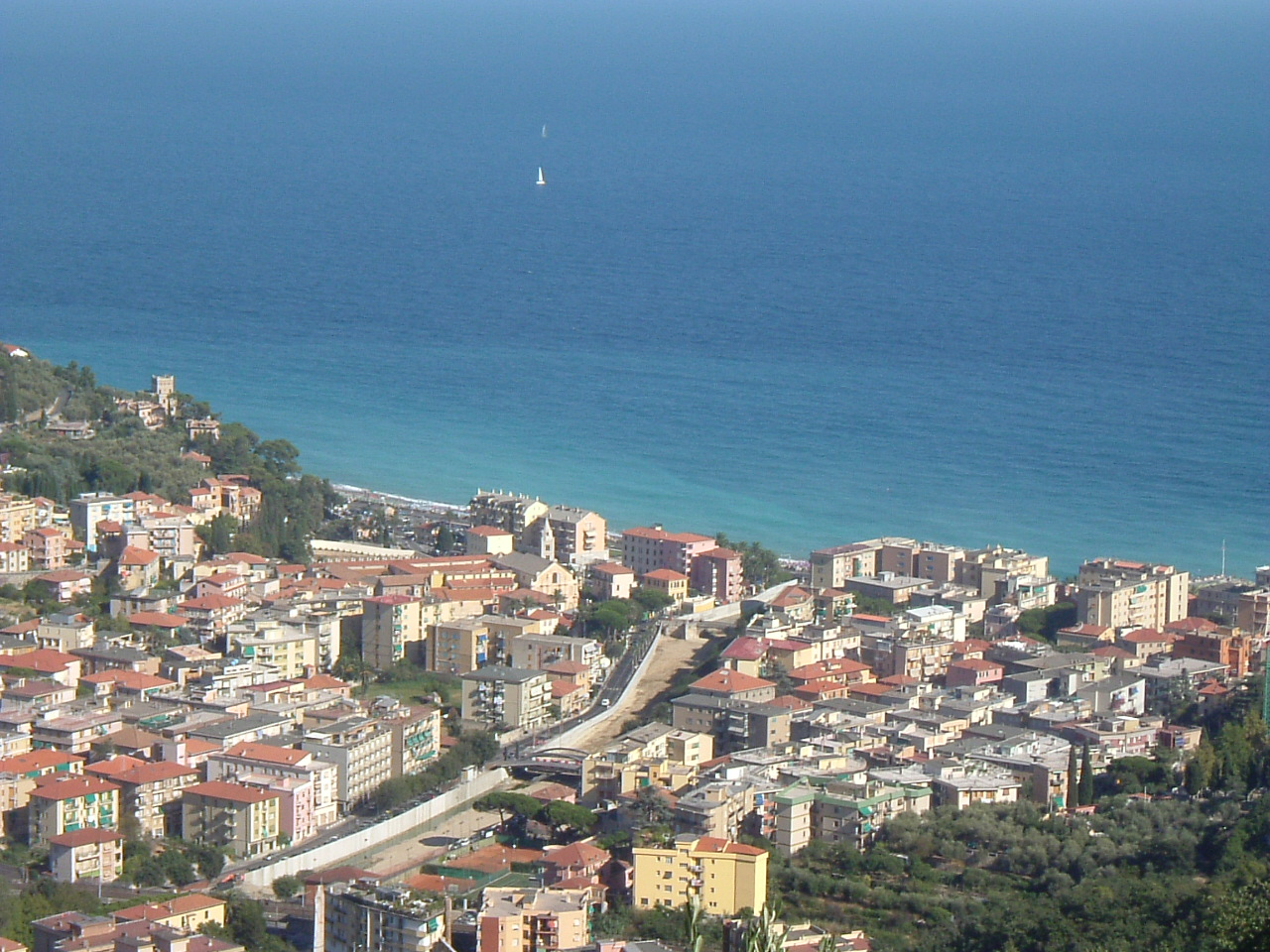
Panorama di Finale Pia.

A Finale Ligure sono stati girati alcuni "esterni" di famose pellicole:
- La spiaggia di Alberto Lattuada (riprese effettuate nell'estate 1953; film distribuito nel 1954)
- Souvenir d'Italie di Antonio Pietrangeli (riprese effettuate nell'estate 1956; film distribuito nel 1957)

#### TV
Vi sono state girate (sia a Finalmarina che Finalborgo e Finalpia) anche molte sequenze di Rosso San Valentino, serie televisiva italiana trasmessa dal 23 aprile all'8 maggio 2013 su Rai 1 (girata anche a Noli, all'ospedale di Santa Corona di Pietra Ligure e all'aeroporto di Genova; e, fuori Liguria, nel centro storico di Nettuno e nel Villaggio del fanciullo / Repubblica dei ragazzi di Civitavecchia).
È stata girata a Punta Crena la drammatica sequenza finale dell'ultima puntata della prima stagione della fiction di RAI 1 Blanca.

### Eventi
- Festa dell'Inquietudine (fine maggio), ideata nel 1996 dal Circolo degli Inquieti, è un premio nazionale che viene assegnato all'Inquieto dell'Anno (un riconoscimento alla persona, al suo essere).
- Palio delle Compagne Finalesi (secondo fine settimana di luglio), manifestazione in costume medievale con il Trofeo Nazionale degli Sbandieratori;
- La Notte dei Tarocchi (12 e 13 agosto), due serate dedicate a tarologia, pratiche esoteriche, messaggi per l'anima; dal 2018 si svolge ogni anno tra le vie di Finalborgo, uno dei borghi più belli d'Italia.
- Viaggio nel Medioevo (terza settimana di agosto), manifestazione in costume nella cornice del borgo medievale di Finalborgo premiata dalla Presidenza della Repubblica: per quattro sere giochi, spettacoli, antichi mestieri e attività culturali;
- Sguardi sul Mare[22] (periodo estivo), rassegna annuale di fotografia dedicata al mare;
- Stagione concertistica Percorsi Sonori nei chiostri del complesso conventuale di Santa Caterina di Finalborgo;
- 24 ore di Mountain Bike altopiano Le Mànie Finale Ligure ultimo week end di maggio. Gara endurance che fa parte di 24 CUP MTB che lega tutte le 24 ore italiane dal 2004, la 24 ore di Finale Ligure la prima 24 ore in Italia;
- Enduro World Series, campionato del mondo di Enduro MTB;
- Finale for Nepal (settembre), manifestazione di arrampicata sportiva a cadenza annuale con lo scopo di finanziare progetti di volontariato in Nepal.

## Geografia antropica
Nell'entroterra retrostante fanno anche parte del territorio comunale le frazioni di Olle, Gorra, Perti, Monticello, San Bernardino, Calvisio, Verzi per una superficie territoriale di 33,53 km². Più distante, verso Noli, la frazione di Varigotti, famoso per la sua spiaggia e per le caratteristiche abitazioni dei pescatori, in riva al mare, in stile saraceno.
Confina a nord con i comuni di Calice Ligure, Orco Feglino, Vezzi Portio e Noli, a sud con il mar Ligure, ad ovest con Tovo San Giacomo e Borgio Verezzi, ad est con Noli.

## Economia

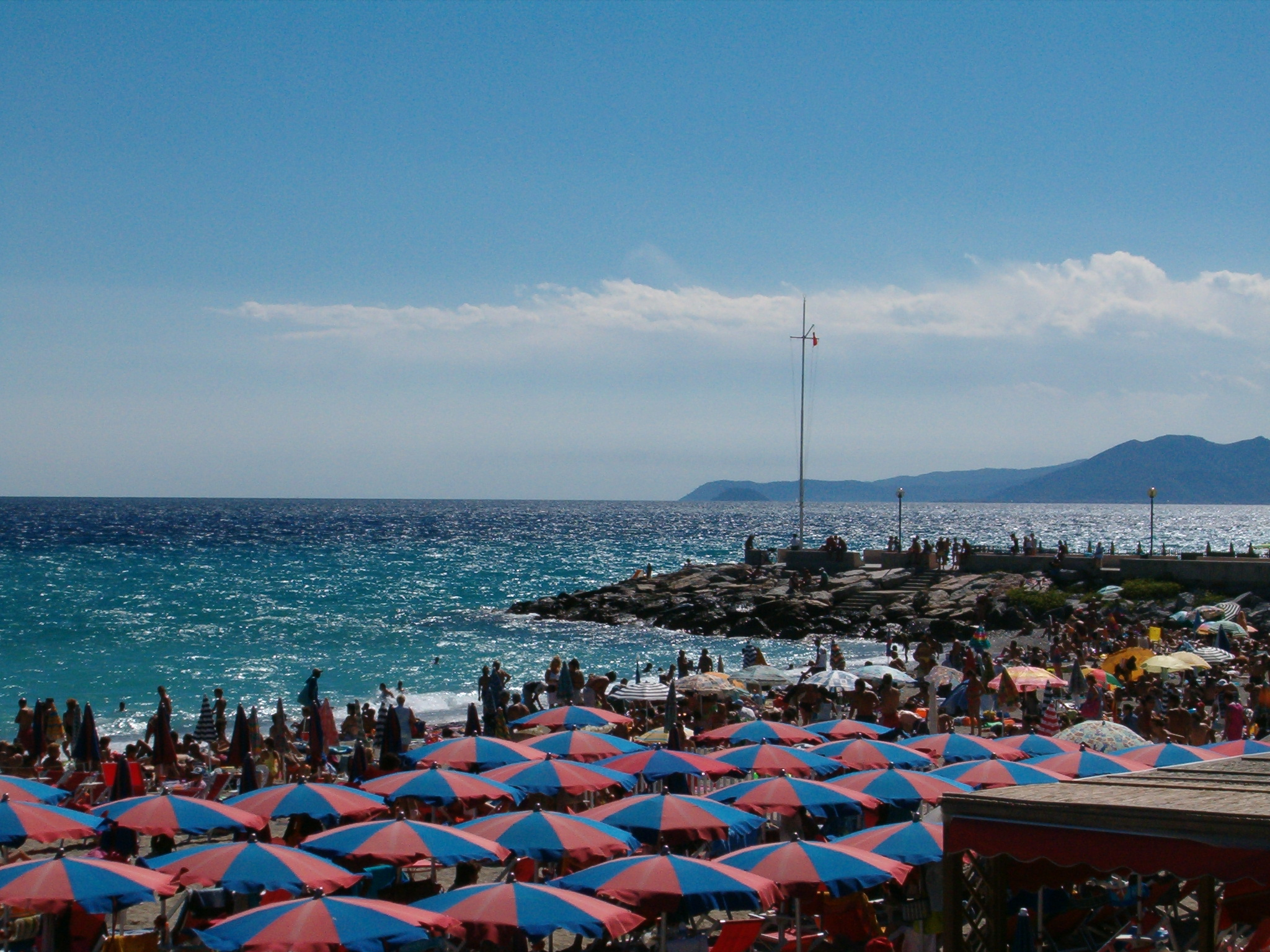
La spiaggia di Finale Pia.

È un'importante e rinomata stazione di soggiorno turistica nota per il suo clima mite in ogni stagione, rinomata per il suo mare e le sue spiagge sabbiose, con apprezzabili e gradevoli insediamenti collinari.
Dal 2007 Finale Ligure ha nuovamente ottenuto l'ambito riconoscimento della Bandiera blu istituito nel 1987, anno europeo per l'ambiente. La campagna è curata in tutti gli stati europei dagli organi locali della FEE che, attraverso un Comitato nazionale di Giuria, effettuano delle visite di controllo delle cittadine candidate per poi proporre alla FEE Internazionale le candidature della nazione. La Bandiera blu viene consegnata per due meriti: la Bandiera blu delle spiagge certifica la qualità delle acque di balneazione e dei lidi, mentre la Bandiera blu degli approdi turistici assicura la pulizia delle acque adiacenti ai porti e l'assenza di scarichi fognari.
La Bandiera blu è un riconoscimento conferito dalla FEE (Foundation for Environmental Education) alle località costiere europee che soddisfano criteri di qualità relativi a parametri delle acque di balneazione e al servizio offerto, tenendo in considerazione ad esempio la pulizia delle spiagge e gli approdi turistici.
Altro importante riconoscimento di tutela ambientale sono le due vele concesse dalla Guida Blu di Legambiente. La città di Finale Ligure è stata anche insignita nel 2011 con la targa "Città Animal Friendly" dal Ministero del Turismo.
Nella appartata e ordinata zona industriale fioriscono varie attività artigianali, a ponente della città si trovava anche uno stabilimento aeronautico della Piaggio Aero Industries, impresa italiana di costruzione di velivoli civili e militari ormai trasferita a Villanova d'Albenga. La storia dell'azienda e del suo impatto sul territorio è stata ricostruita nel film Un secolo al volo di Teo Del Luigi.
Anche la produzione agricola, tipica della riviera ligure di ponente, ha il suo posto importante nell'economia locale.
La località ha ottenuto dalla FEE-Italia (Foundation for Environmental Education) il conferimento della Bandiera blu per la qualità delle sue spiagge nel 2016, e il rione Finalborgo fa parte dell'associazione I borghi più belli d'Italia.

## Infrastrutture e trasporti

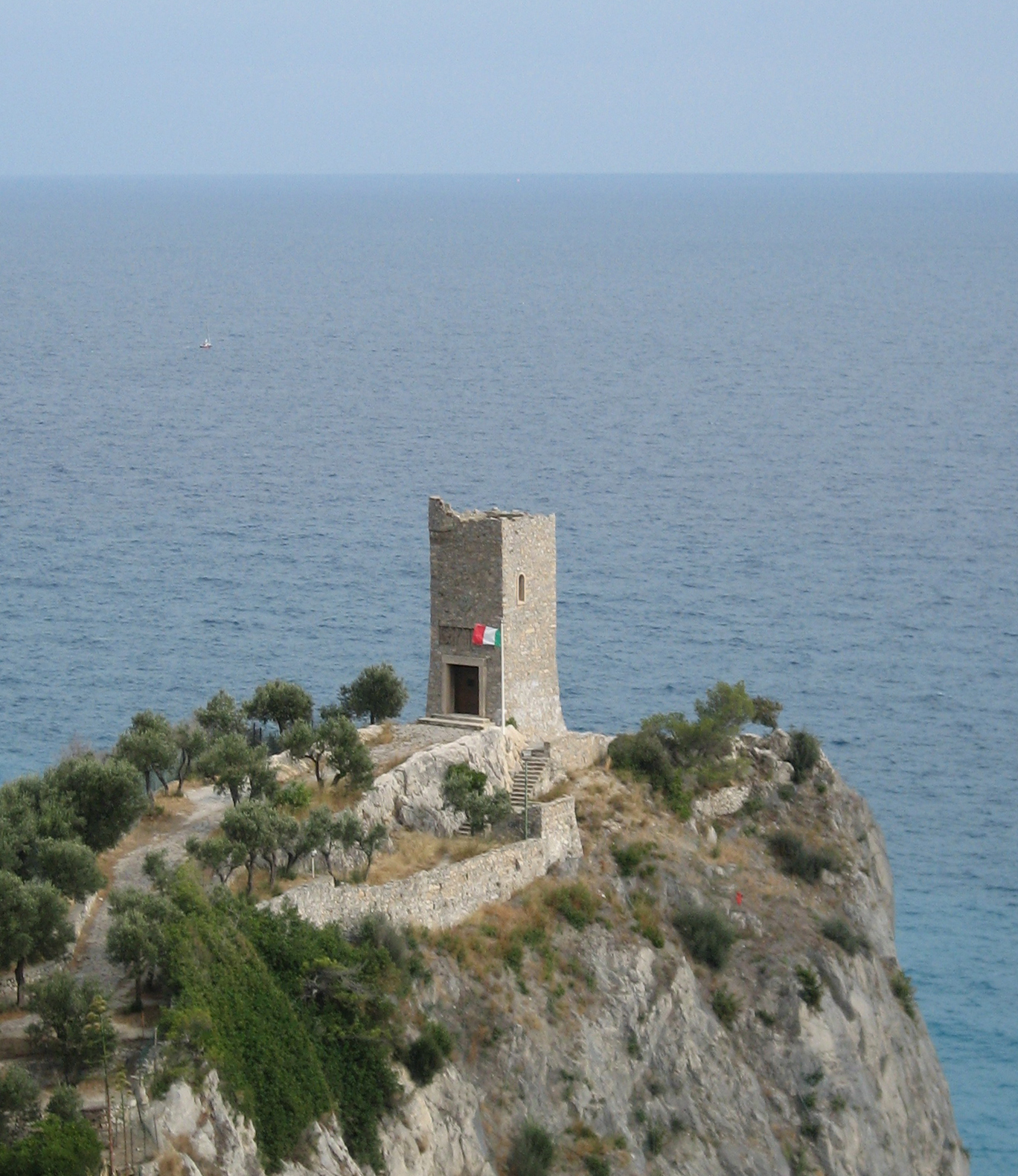
Il mausoleo di Enrico Caviglia.

### Strade
Il territorio di Finale Ligure è attraversato principalmente dalla strada statale 1 Via Aurelia che permette il collegamento stradale con Borgio Verezzi, ad ovest, e Noli ad est. Altre arterie sono la strada provinciale 490 che, attraverso il colle del Melogno, collega il territorio ligure al Piemonte; la provinciale 8 per Vezzi Portio, la SP 17 per Calice Ligure e la SP 27 per Orco Feglino. Inoltre è facilmente raggiungibile grazie al proprio casello autostradale sull'autostrada A10.

### Ferrovie
Finale Ligure è dotata di una propria stazione ferroviaria sulla linea ferroviaria Ventimiglia-Genova nel tratto locale compreso tra Ventimiglia e Savona. La stazione ferroviaria di Finale Ligure è ben servita sia dai treni locali e regionali che da quelli a lunga distanza interregionali.
La linea ferroviaria Genova - Finale Ligure è già funzionante a doppio binario, oltre Finale Ligure, nella tratta ancora a binario unico di km 52.
Il completamento del raddoppio della tratta da Finale a San Lorenzo al Mare, è stato progettato interamente a monte dell'attuale tracciato, e sarà realizzato mediante due fasi funzionali: per la prima tratta di circa 18,5 km, da Andora a San Lorenzo, il nuovo tracciato è stato aperto l'11 dicembre 2016; per la seconda tratta, di circa 31,5 km, in corso di progettazione definitiva, quella da Finale ad Andora (a completamento della intera linea Finale Ligure - Ventimiglia), il termine dei lavori era previsto nel 2014 ma i tempi stanno slittando di quasi 10 anni).
Quest'opera darà anche un valido supporto al decongestionamento delle autostrade liguri oggi fortemente sotto pressione da traffico, specie nei mesi estivi e nei fine settimana. Le ferrovie prevedono di passare dagli attuali 85 ai ben 200 treni al giorno (proiezioni secondo le stime attuali).

## Amministrazione

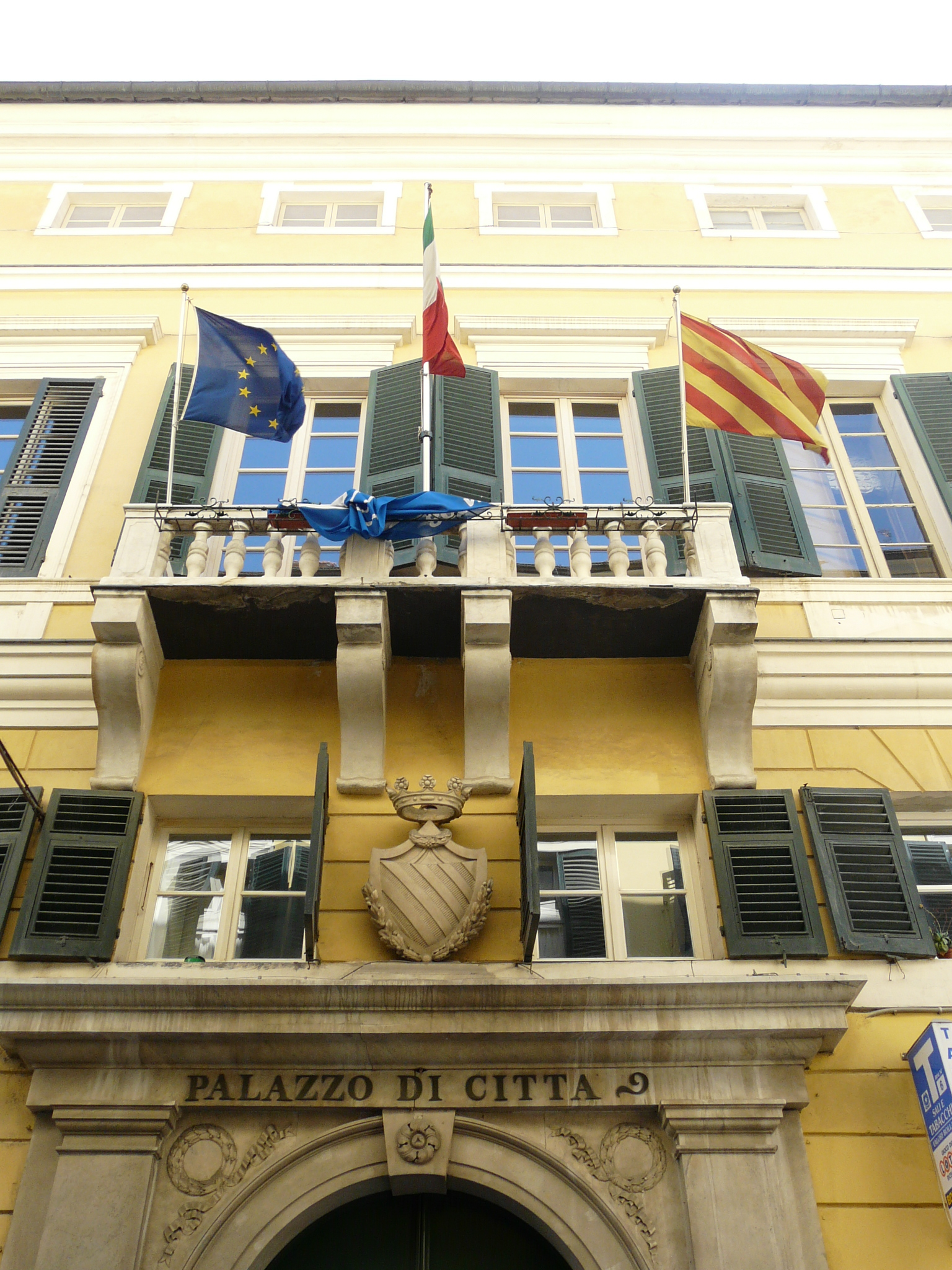
Il palazzo municipale.

| Periodo          | Periodo           | Primo cittadino                 | Partito                                                    | Carica  | Note   |
| ---------------- | ----------------- | ------------------------------- | ---------------------------------------------------------- | ------- | ------ |
| 1946             | 1961              | Augusto Migliorini              | Democrazia Cristiana                                       | Sindaco |        |
| 1961             | 1964              | Vincenzo Buraggi                | Democrazia Cristiana                                       | Sindaco |        |
| 1964             | 1975              | Augusto Migliorini              | Democrazia Cristiana                                       | Sindaco |        |
| 1975             | 27 settembre 1983 | Lorenzo Bottino                 | Partito Socialista Italiano                                | Sindaco | [ 24 ] |
| 28 dicembre 1983 | 11 giugno 1988    | Pietro Cassullo                 | Democrazia Cristiana                                       | Sindaco |        |
| 11 giugno 1988   | 28 luglio 1990    | Pietro Cassullo                 | Democrazia Cristiana                                       | Sindaco |        |
| 28 luglio 1990   | 24 aprile 1995    | Pietro Cassullo                 | Democrazia Cristiana                                       | Sindaco |        |
| 24 aprile 1995   | 14 giugno 1999    | Pier Paolo Cervone              | lista civica di centro-sinistra                            | Sindaco |        |
| 14 giugno 1999   | 14 giugno 2004    | Pier Paolo Cervone              | lista civica di centro-sinistra                            | Sindaco |        |
| 14 giugno 2004   | 8 giugno 2009     | Flaminio Richeri Vivaldi Pasqua | lista civica di centro-destra                              | Sindaco |        |
| 8 giugno 2009    | 26 maggio 2014    | Flaminio Richeri Vivaldi Pasqua | lista civica di centro-destra                              | Sindaco |        |
| 26 maggio 2014   | 27 maggio 2019    | Ugo Frascherelli                | Ugo Frascherelli sindaco (lista civica di centro-sinistra) | Sindaco |        |
| 26 maggio 2019   | 10 giugno 2024    | Ugo Frascherelli                | Ugo Frascherelli sindaco (lista civica di centro-sinistra) | Sindaco |        |
| 10 giugno 2024   | in carica         | Angelo Berlangieri              | Berlangieri sindaco (lista civica di centro-destra)        | Sindaco |        |

### Gemellaggi
Finale Ligure è gemellata con:
- Vittorio Veneto, dal 1998
- Montechiaro d'Asti, dal 2000
- Ocean City (Maryland), dal 2000
- Racalmuto, dal 2004
- Benalmádena, dal 2005
- Coseano, dal 2009
- Saint-Victoret, dal 2021

### Altre informazioni amministrative
Finale Ligure fa parte dell'Unione dei comuni del Finalese, di cui ospita la sede.

## Sport
La Città di Finale Ligure ha ottenuto nel 2012 il titolo di "European Town of Sport".
- F.B.C. Finale, società di calcio nata nel 1908, militante nel campionato di Promozione Liguria;
- Tennis Club Finale, società di tennis nata nel 1928, militante nel campionato di Serie B maschile e nel campionato di Serie C femminile;
- Volley Team Finale militante nel campionato di Serie C maschile di pallavolo;
- Finale Basket Club militante nel campionato di Serie D di pallacanestro.
- Finale da diversi anni ospita con due manifestazioni importanti all'anno di mountain bike: la 24h a maggio e l'Enduro Word Series a ottobre. Considerata in tutto il mondo uno dei massimi esponenti di questo sport con attrezzature sentieri, resort agriturirsmo e B&B shuttle.

### Arrampicata

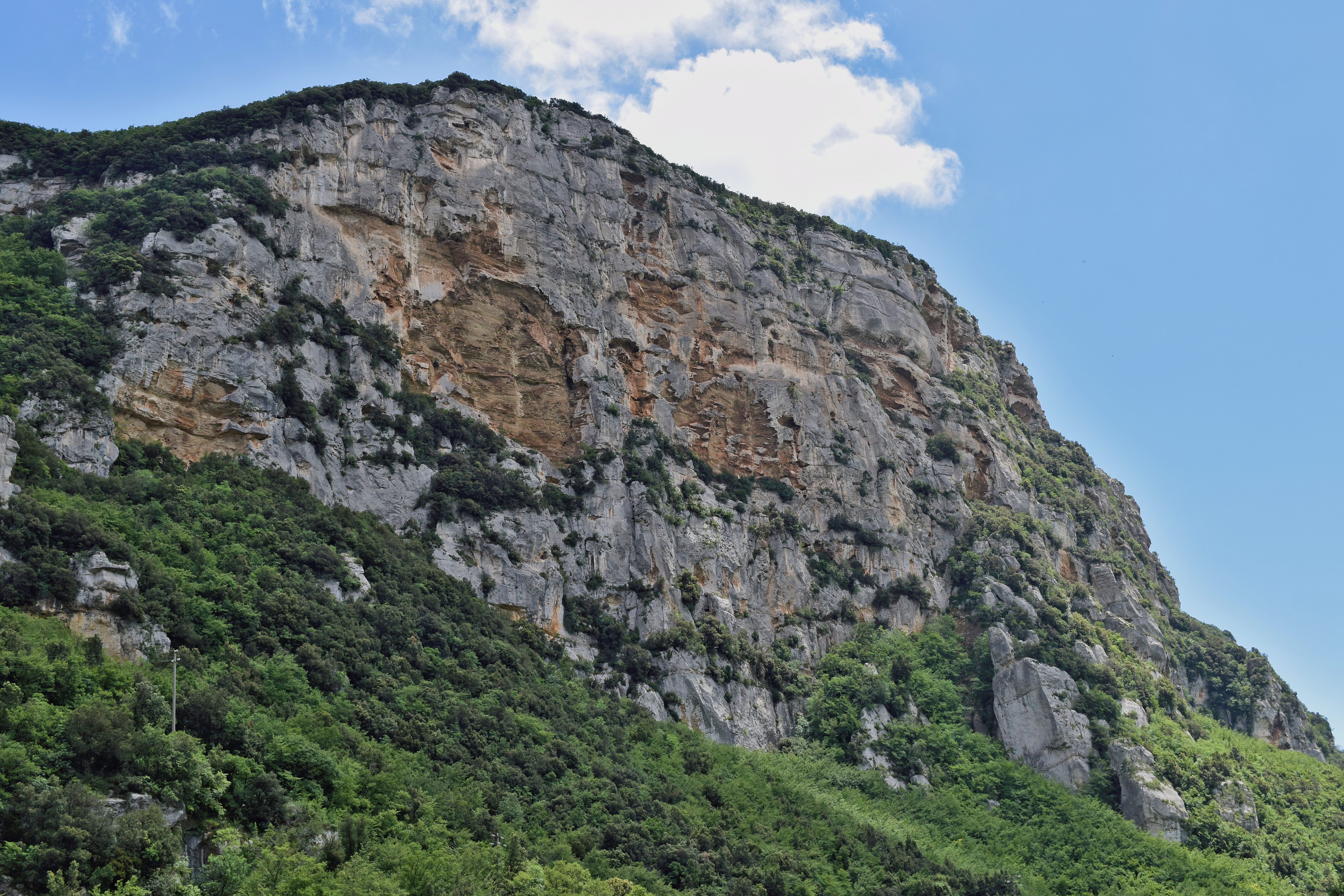
Vista sul Bric Spaventaggi dove si trovano diverse vie di arrampicata

A Finale Ligure si trovano un gran numero di falesie e pareti di roccia su cui viene praticata l'arrampicata sportiva, con gradi che vanno dal 3a all'8c. Tra gli anni sessanta e la fine degli anni ottanta Finale Ligure è stato uno dei luoghi simbolo in cui l'arrampicata europea si è sviluppata nella direzione dell'arrampicata sportiva separandosi dall'alpinismo. Infatti nonostante non ci fossero cime notevoli da raggiungere e nonostante il clima sia mite la scalata a Finale Ligure si è focalizzata nel corso degli anni alla ricerca di un gesto tecnico e di un grado di difficoltà sempre maggiore. Tra coloro che hanno aperto e chiodato numerose vie nella zona di Finale Ligure ci sono: Gianni Calcagno, Alessandro Grillo, Giovanni Massari, Martino Lang, Andrea Gallo, Patrick Berhault, Nicola Ivaldo, Luca Biondi, Marco Zambarino e Luciano Zambarino, Vittorio Olinto Simonetti.